# Piaggio Vespa
La Vespa è un modello di scooter della Piaggio, brevettato il 23 aprile del 1946, su progetto dell'ingegnere aeronautico Corradino D'Ascanio.
Si tratta di uno dei prodotti di disegno industriale più famosi al mondo nonché più volte utilizzato come simbolo del design italiano. La Vespa è stata esposta nei musei di design, arte moderna, scienza & tecnica e trasporti di tutto il mondo. Fa parte della collezione permanente del Triennale Design Museum di Milano e del MoMA di New York.

## Storia
(Storico slogan pubblicitario della Vespa)
Enrico Piaggio comprese che per realizzare qualcosa di realmente innovativo avrebbe dovuto scegliere un progettista la cui mente fosse sgombera da ogni concetto costruttivo riguardante una motocicletta; scelse così di affidarne la progettazione all'Ingegnere aeronautico Corradino D'Ascanio, progettista di alcuni modelli sperimentali di elicotteri e uomo che "detestava le motociclette", quindi la persona ideale per inventare qualcosa di completamente nuovo.
D'Ascanio detestava dover scavalcare una moto per sedercisi sopra, così sfruttò le sue conoscenze di progettista aeronautico per inventare la prima moto a scocca portante, priva di struttura tubolare in acciaio e, grazie a questo, priva di tunnel centrale. Adottò una sospensione anteriore ispirata a quella dei carrelli per aerei e creò un motore concettualmente derivato dai motori d'avviamento aeronautici. Spostò il cambio sul manubrio, ritenendolo molto più pratico da usare, coprì il motore con il telaio per rimediare alle frequenti perdite d'olio che macchiavano i pantaloni (soluzione, questa, già adottata nell'MP5), aggiunse la ruota di scorta in quanto la maggior parte delle strade dell'epoca erano in sterrato e i motociclisti erano costretti a rimediare alle frequenti forature con soluzione e toppe. Modellò la posizione di guida attorno al disegno di un uomo comodamente seduto su una poltrona, affinché la guida prolungata risultasse la meno affaticante possibile. Con l’aiuto di Mario D’Este, suo disegnatore di fiducia, a Corradino D’Ascanio bastarono pochi giorni per mettere a punto la sua idea e preparare il primo progetto della Vespa, prodotto a Pontedera nell’aprile del 1946. Era nata la prima Vespa.

### Origine del nome
L'origine del nome "Vespa", divenuto in seguito famoso a livello planetario, rimane incerta. Secondo la versione più famosa, esso sarebbe nato da un'esclamazione di Enrico Piaggio che alla vista del prototipo esclamò: «sembra una vespa!», per via del suono del motore e delle forme della carrozzeria che vista dall'alto la rendono somigliante all'insetto, con la parte centrale molto ampia per accogliere il guidatore e dalla “vita” stretta. È invece priva di fondamento un'altra versione, a lungo sopravvissuta, secondo cui il termine "Vespa" equivarrebbe all'acronimo di Veicoli Economici Società Per Azioni (dato che la Piaggio fu una delle prime società per azioni in Italia e, al contempo, la Vespa nacque come veicolo per tutti, quindi di primaria importanza era un prezzo basso, adatto alle caratteristiche dell'epoca). Tale ipotesi è stata smentita dai vari esperti del veicolo.
In seguito il termine "Vespa" divenne celebre, tanto da essere conosciuto in tutto il mondo ed essere oggi trattato separatamente dal resto dei marchi appartenenti al gruppo Piaggio.

### Dalla nascita fino al 1999
Il 23 aprile 1946 la Piaggio & C. S.p.A. deposita - presso l’Ufficio centrale dei brevetti per invenzioni, modelli e marche del Ministero dell’Industria e del commercio di Firenze - il modello di utilità per “motocicletta a complesso razionale di organi ed elementi con telaio combinato con parafanghi e cofano ricoprenti tutta la parte meccanica”.
In realtà la data della nascita è antecedente di circa un mese. Infatti il 24 marzo 1946 lo scooter debuttò alla Mostra della Meccanica e Metallurgia a Torino dove avvenne la prima presentazione e dove diversi contratti d'acquisto vennero stipulati. Il giorno dopo il leader dell'Azienda Enrico Piaggio, in una lettera indirizzata al Direttore dello stabilimento e a tutte le maestranze, così scrisse: "Ho il piacere di comunicarVi che i primi esemplari hanno incontrato l'ammirazione generale..Vi esprimo il mio più vivo compiacimento, certo che con l'unione di tutte le forze, potremo segnare altri passi importanti per la nostra ripresa industriale" . La settimana successiva venne presentata nelle principali città italiane con diversi annunci pubblicitari sui principali quotidiani.
Il debutto in società si tenne al Circolo del Golf di Roma, alla presenza del generale americano Stone in rappresentanza del governo statunitense alleato. L’avvenimento venne ripreso dal cinegiornale Movieton: gli italiani avrebbero visto per la prima volta la Vespa nelle pagine interne di Motor e nella copertina in bianco e nero de La Moto del 15 aprile 1946, toccandola con mano alla Fiera di Milano dello stesso anno, dove anche il cardinale Schuster si fermò incuriosito a guardare l’avveniristico veicolo.

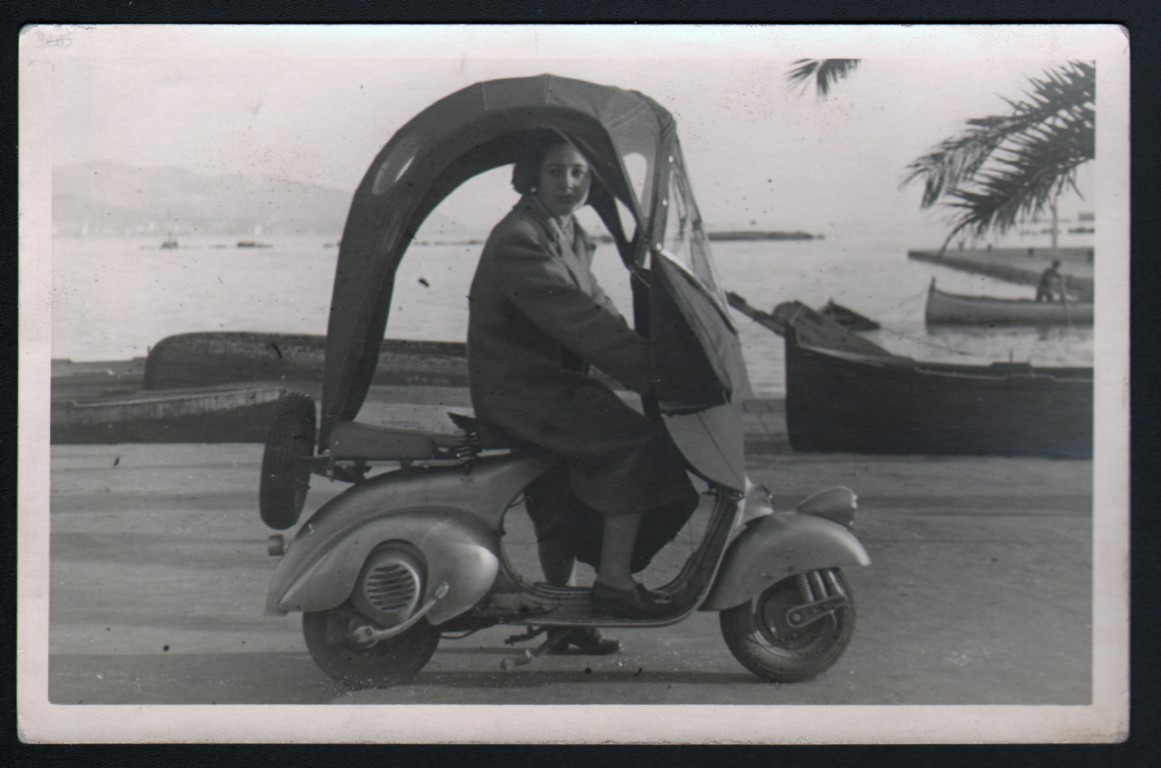
Una donna alla guida di una Vespa arricchita di accessori, come il parabrezza e il parapioggia, per renderla più confortevole e pratica, 1948.

L'intento di Enrico Piaggio nel produrre la "Vespa" non era quello di avviare una casa motociclistica, ma semplicemente di trovare una momentanea produzione alternativa, di largo consumo, che consentisse all'azienda di superare le inevitabili secche del dopoguerra e, in seguito, riprendere la tradizionale costruzione aeronautica. Tant'è che Enrico Piaggio, contando sui buoni rapporti con l'aviatore e concittadino Giorgio Parodi, nei primi mesi del 1946 propose alla Moto Guzzi la distribuzione della "Vespa", cercando di sfruttare il prestigio e la capillare rete di vendita e manutenzione della casa di Mandello. L'offerta fu però declinata per il parere negativo di Carlo Guzzi, assai contrario a progettazioni esterne, e per la ferma opposizione di Giuseppe Guzzi verso i motocicli a ruote basse, a causa della loro instabilità e conseguente pericolosità.
In aggiunta a tale diniego, occorre aggiungere che il primo lotto pre-serie della "Vespa 98", al prezzo di 55.000 Lire, non era stato accolto con entusiasmo dalla clientela; oltre alla versione "classica" (da 55.000 Lire) venne messa in vendita una versione lusso a 61.000 Lire con alcuni optional quali il contachilometri, la stampella laterale e i raffinati pneumatici con fianco bianco. La vendita dei primi 50 esemplari, costruiti e assemblati artigianalmente, procedeva comunque a rilento e gli ultimi due furono acquistati da dirigenti Piaggio che vollero così dichiarare la loro fiducia nel progetto.
Per nulla scoraggiato dalle avversità, Enrico Piaggio decise di approvare l'allestimento della linea di montaggio per la produzione di serie e cercò l'aiuto della Lancia per l'iniziale appoggio commerciale.
Il nuovo scooter ottenne di essere ospitato nelle concessionarie della Lancia, sottolineando il telaio-carrozzeria a scocca portante, già sperimentato da Vincenzo Lancia nel 1923 sul modello Lambda. Si diede, quindi, avvio alla produzione in serie di un primo lotto di 2.500 esemplari, 2.181 dei quali furono venduti nel 1946; un risultato destinato a quintuplicare nell'anno successivo, con 10.535 Vespa vendute.

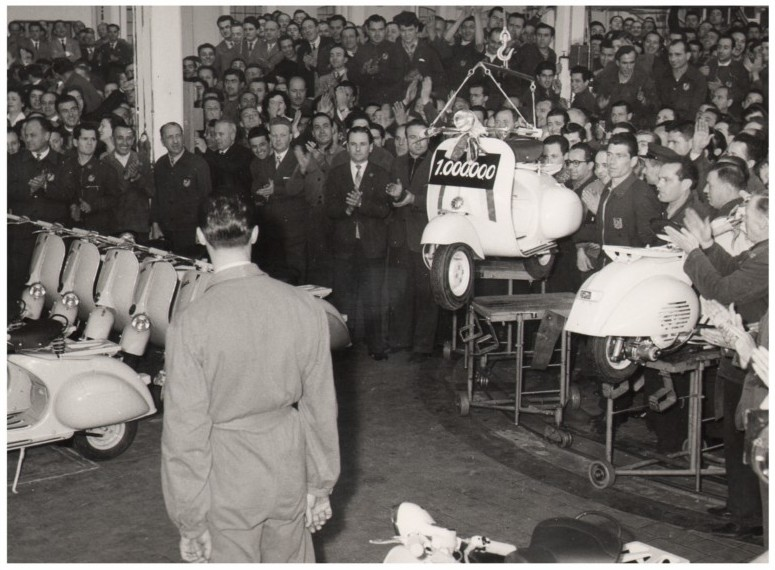
Stabilimento Piaggio, celebrazioni per la milionesima Vespa, Pontedera 1956.

La prima Vespa aveva una cilindrata di 98 cc, motore a due tempi, tre marce, accensione a volano magnete, potenza massima di 3,2 cavalli a 4500 giri al minuto, che consentivano una velocità massima di 60 km/h e il superamento di pendenze del 20%. La posizione del motore consentiva la trasmissione diretta dal cambio alla ruota posteriore senza catena, che faceva parte della semplicità progettuale che ha favorito il successo planetario della Vespa.
Forse la più grande innovazione di questo modello, che contribuì al suo successo planetario, fu la presenza di una carrozzeria portante, che sostituiva il telaio e che copriva integralmente il motore e le parti meccaniche principali, col risultato di una protezione efficace dalle intemperie e di poter consentire l'utilizzo della motocicletta con l'abbigliamento di tutti i giorni, sfatando la nomea della motocicletta che imbrattava il guidatore. Nell'anno del lancio Piaggio immise sul mercato 2.484 scooter, che diventarono 10.535 l'anno seguente, nel 1948 l'azienda arrivò a produrre 19.822 mezzi. Quando poi la produzione prese il via anche nella prima licenziataria tedesca, negli anni cinquanta, ecco raggiunti i 60.000 mezzi, mentre tre anni dopo ben 171.200 veicoli varcheranno le porte degli stabilimenti.
Il prezzo di 68.000 lire equivaleva a diversi mesi di lavoro di un impiegato, tuttavia la possibilità del pagamento rateizzato fu uno stimolo notevole per le vendite: la Vespa dette il primo impulso alla motorizzazione di massa in Italia, prima ancora dell'avvento dell'altra grande protagonista, la Fiat Nuova 500.
Anche i modelli successivi avevano rigorosamente motori a due tempi, funzionanti con miscela di benzina e olio (in una prima fase al 6% e al 5%, successivamente al 2%). Il motore era sostenuto posteriormente dalla carrozzeria portante nelle vicinanze della ruota, il serbatoio situato anch'esso posteriormente dal lato opposto del motore e, perlomeno in alcuni modelli, con la presenza anche della ruota di scorta. Il cambio a tre o quattro marce era comandato dal manubrio tramite la rotazione della manopola in blocco unico con la leva di comando della frizione.

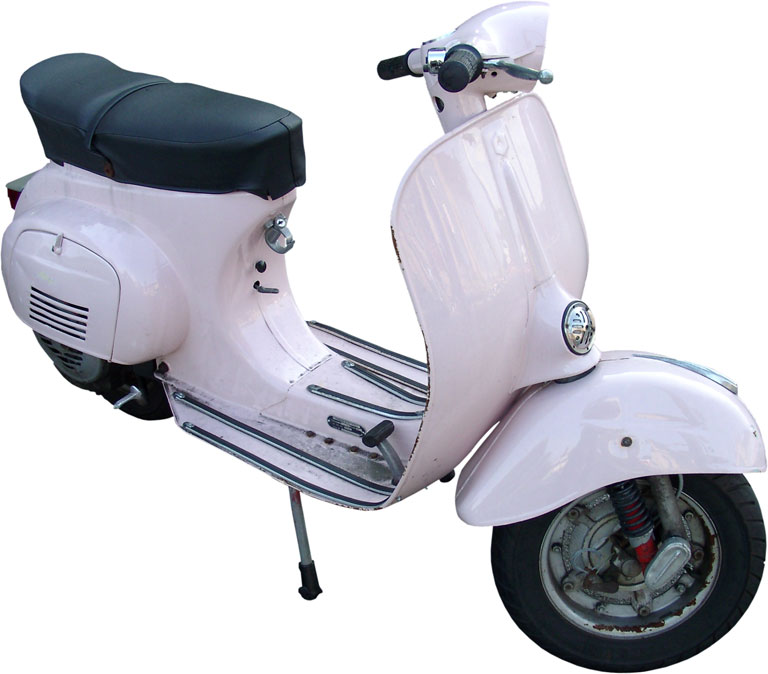
Vespa 125 Primavera del 1973

La Vespa è stata prodotta con varie motorizzazioni. Dai modelli 50 cm³ (1963) per uso dai 14 anni senza patente e rigorosamente senza passeggero, alle 125 cm³ che potevano ospitare anche un passeggero (in particolare il modello Primavera) guidabili in Italia a partire dai 16 anni, fino alle versioni da 150 e 200 cm³ autorizzate anche al transito autostradale.
Nonostante lo scorrere degli anni, la Vespa rimane uno degli esempi di design industriale più riuscito al mondo. La sua linea, pur variando nel particolare, rimane inconfondibile nell'insieme: qualsiasi sia il modello, qualsiasi sia l'anno di produzione, le sue caratteristiche fondamentali rimangono impresse a tal punto che l'oggetto Vespa è identificabile in modo univoco.
Anche all'estero guardarono con interesse alla nascita dello scooter: il Times parlò di "un prodotto interamente italiano come non se ne vedevano da secoli dopo la biga romana". Enrico Piaggio creò intorno al suo prodotto un'attenzione costante con iniziative come la fondazione e la diffusione dei Vespa Club: il primo nacque a Viareggio il 23 ottobre 1949.
Alla Giornata italiana della Vespa del 1951 accorsero ventimila Vespisti. Nel 1953 si contarono oltre diecimila stazioni Piaggio in tutto il mondo, America e Asia comprese.
Quattro anni dopo il debutto, nel 1950, Vespa venne prodotta in Germania dalla società Hoffmann-Werke di Lindtorf; nel 1951 aprirono le licenziatarie di Gran Bretagna (Douglas di Bristol) e Francia (ACMA di Parigi); nel 1953 iniziò la produzione anche in Spagna con la Moto Vespa S.A. di Madrid. Subito dopo a Jette, Belgio. Nacquero stabilimenti anche a Bombay e in Brasile; Vespa sbarcò anche negli USA, in Australia, in Sudafrica (dove venne battezzata "Bromponie", il pony della brughiera), Iran e Cina. Il veicolo vanta anche un'imitazione: il 9 giugno 1957 le Isvestja salutarono l'avvio della produzione in URSS, a Kirov, della Vjatka 150 cc, una copia di Vespa.
L'unico scooter "rivale" dell'epoca degno di nota è stato la Lambretta della Innocenti, nata un anno dopo e che ha cessato di essere prodotta in Italia nel 1971.

### Dal 1996 a oggi

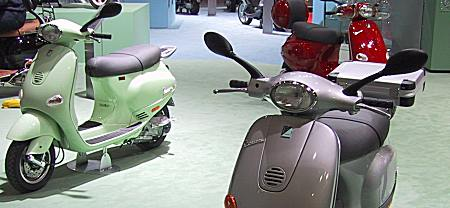
Modelli di Vespa a variomatic del 2009

Nel 1996 viene presentata una nuova generazione di Vespa, denominata ET2 ed ET4 che ha completamente rivoluzionato il concetto della Vespa finora prodotta in quanto si presenta come un moderno scooter con cambio automatico a variazione continua e con forme moderne e contemporanee. La serie ET2 ed ET4 farà da base alle moderne Vespa che saranno prodotte negli anni successivi e segnerà il ritorno del marchio Piaggio sul mercato nord americano nel 2000.
Oggi assistiamo a un'altra forma di "divisione interna", tra i sostenitori della Vespa Classica con cambio manuale e motore a due tempi e chi preferisce la nuova Vespa con cambio automatico, e meno inquinante rispetto ai modelli precedenti. La Cosa, prodotta solo dal 1988 al 1995, è l'ultimo modello a mantenere le impostazioni classiche con motore a 2 tempi dotato di marce. La PX, penultimo modello della Vespa con cambio manuale, ha invece subito un'evoluzione particolare: è uscita dai listini ufficiali Piaggio a gennaio 2008, ed è rientrata in produzione nel 2011 nelle cilindrate 125 e 150 con motore rigorosamente 2 tempi, cambio a 4 marce comandato dal manubrio e alcune migliorie tra cui la marmitta catalitica.

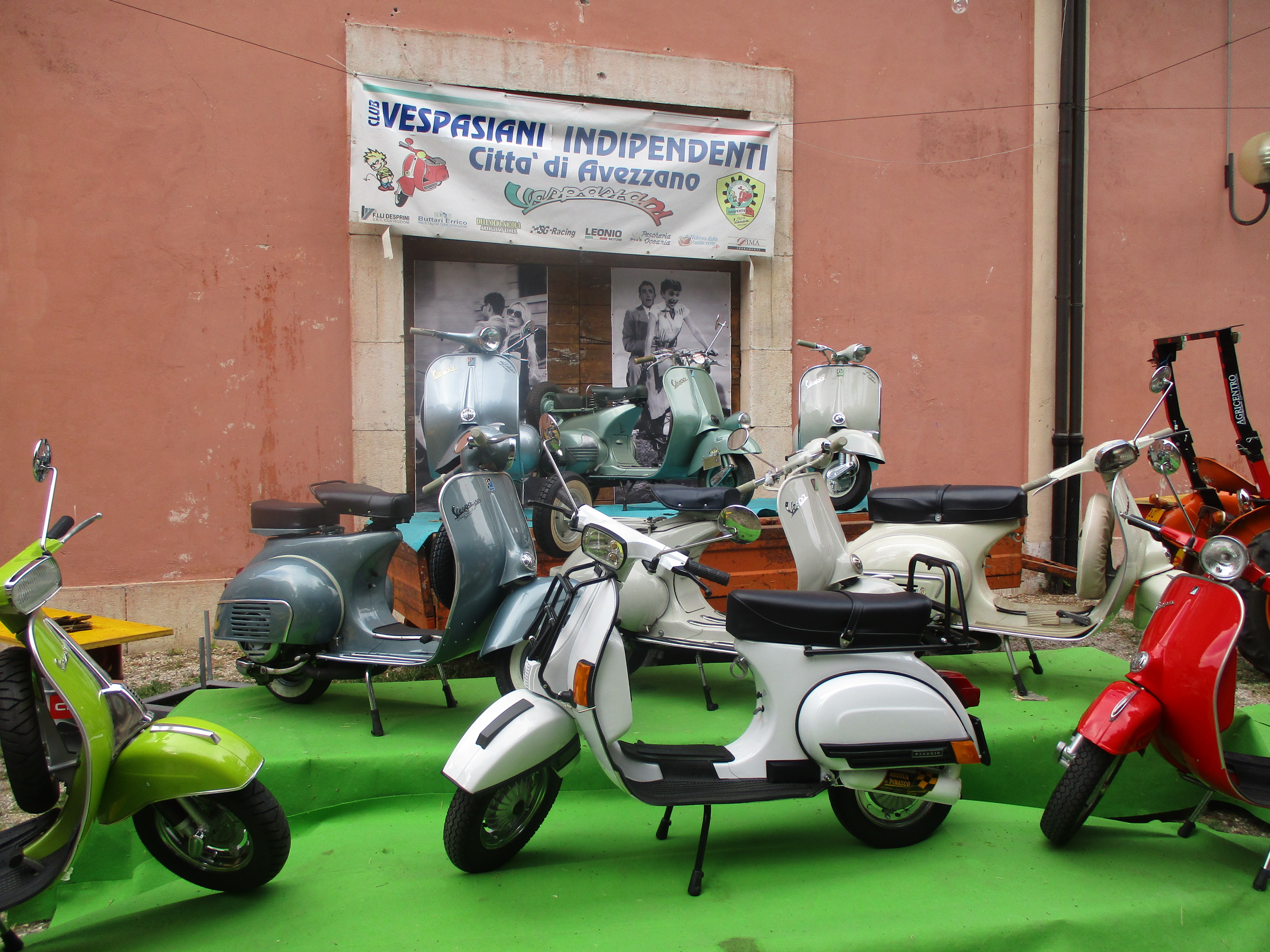
Esposizione di alcune Vespa ad Avezzano, 2018

Nel 2005 viene presentata la nuova Vespa LX, erede dei modelli ET2 ed ET4, nonché una profonda evoluzione dal punto di vista meccanico di queste ultime due. La LX appartiene alla gamma di vespe moderne con cambio automatico e sarà evoluta nelle versioni Granturismo con motori 250 e 300 nonché nelle successive versioni S e Sprint.
È anche uno dei mezzi a due ruote che per primi hanno consentito elaborazioni personali; famose le verniciature particolari, le selle personalizzate, l'aggiunta di cromature e tutto ciò che consentiva di avere un modello unico di cui dar sfoggio nei numerosi raduni dedicati in tutto il mondo a questa motocicletta. Tuttora esistono molti fan club della Vespa anche al di fuori dei confini nazionali Italiani, così come è facile trovare numerosi siti web a essa dedicati.
Inoltre, come si può vedere dalle foto, vi sono stati degli utilizzi molto originali, per esempio con l'aggiunta di sidecar o l'adattamento a un impiego prettamente militare.

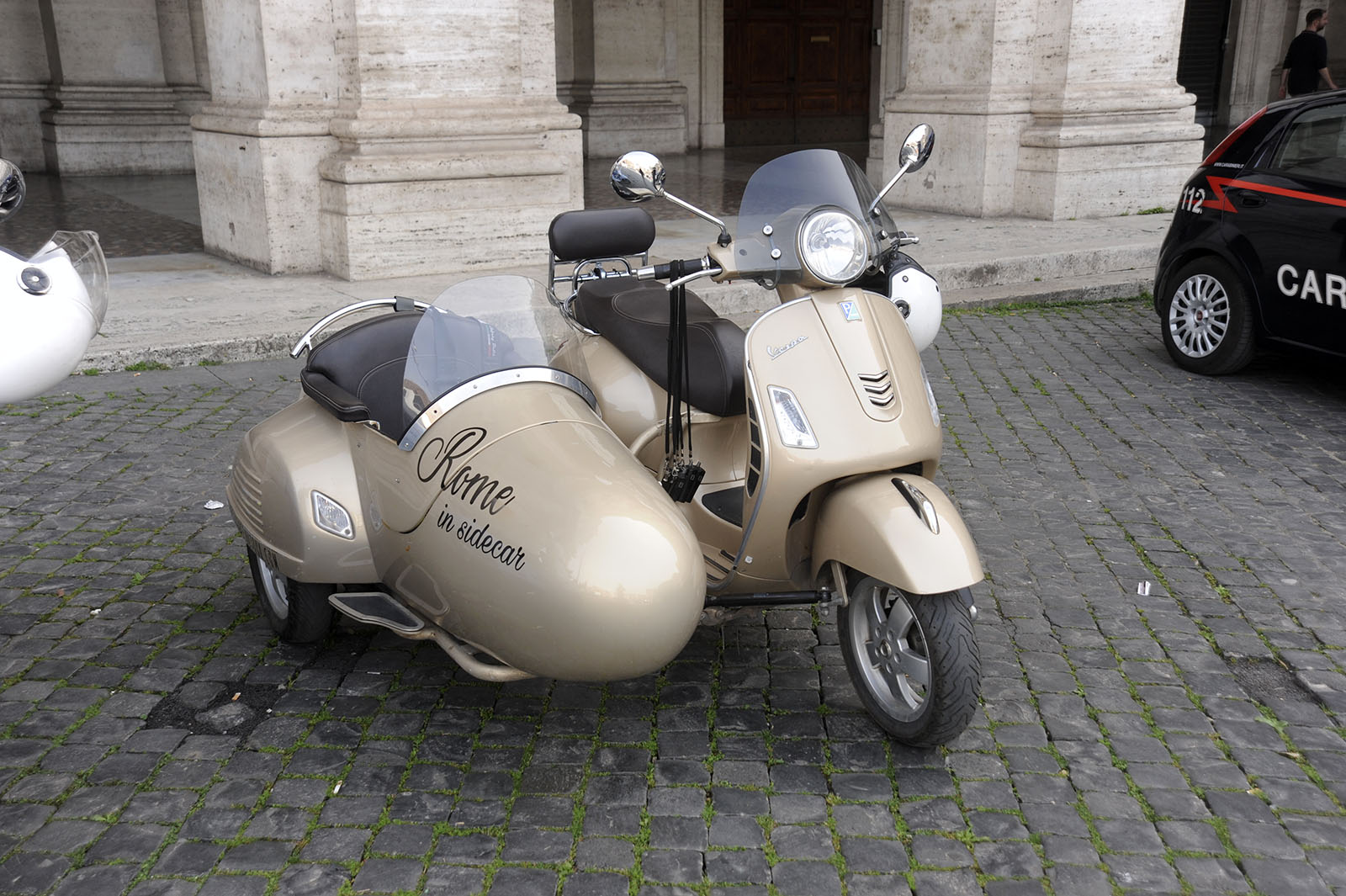
Vespa con sidecar a Roma, 2024

La produzione parallela delle gamme Vespa Classica (composta dalla PX) e Vespa Moderna (composta dalle varie LX, Primavera e le Granturismo/GTS) volge al termine all’inizio del 2017 quando ormai la vecchia PX cessa definitivamente di essere prodotta per via delle normative anti inquinamento Euro 4 entrate in vigore nell’Unione Europea.
Oggi la produzione è composta da modelli tutti con cambio variomatic a cui si è aggiunta l’inedita Vespa Elettrica con motore elettrico e batterie agli ioni di litio presentata nel 2018.
Nel 2021 in occasione del 75º anniversario la produzione cumulativa di Vespa raggiunge i 19 milioni di esemplari.

## I singoli modelli

### Ventesimo secolo

#### Vespa 50 "sportellino piccolo"
Nel 1963 venne prodotta la prima Vespa V 50, caratterizzata dallo sportellino piccolo sul telaio lato ispezione motore, dai cerchioni (9 pollici) in tinta con la carrozzeria, dalla luce posteriore in metallo non ancora rettangolare, cuffietta motore in metallo anziché in plastica, crociera del cambio a due anziché quattro steli e sellino largo monoposto di tipo ciclistico, con la possibilità di aggiungerne un altro per il posto del passeggero. Il motore 50 cm³ era accompagnato dal cambio a tre marce, sviluppava una potenza di 1,5 cv a 4500 giri e pesava soltanto 66 kg. Successivamente è stata sostituita con le altre tre versioni migliorate.

#### Vespa 50S "sprint"
In concomitanza con la Vespa 50 "sportellino piccolo" viene prodotta la vespa 50s, ove la S sta per Sprint. Rispetto alla Vespa 50 "Sportellino Piccolo" viene modificato il posteriore, che ora gode di linee più rotonde e sprintose. Rinnovato è anche il fanale posteriore (dall'aspetto triangolare) e quello anteriore (leggermente più piccolo, ma con un buon fascio di luce).

#### Vespa 50 N
Versione "Nuova" (1966): viene modificato il carter motore con un foro di maggiori dimensioni per l'alloggiamento del cilindro, la crociera del cambio è passata da 2 a 4 steli, gli ingranaggi della 1ª, 2ª e 3ª passano da 4 scanalature a 6 scanalature in modo da favorire l'innesto della stessa, la cuffia motore in metallo sostituita fino ad ora dalla calottina in plastica. Il telaio è sostanzialmente identico ma variano gli attacchi dello sportellino coprimotore che, pur essendo sempre piccolo, adesso ha delle cerniere come quelle dei modelli futuri. Sparisce anche il fanalino posteriore in metallo che viene sostituito da quello completamente in plastica trasparente rossa con catarifrangente (normalmente SIEM). Il sellino era per una persona e di tipo ciclistico, con la possibilità di aggiungerne un secondo per il passeggero. A partire dal numero di telaio 92877 lo sportellino coprimotore viene ingrandito al fine di facilitare gli interventi manutentivi e da questo momento il modello diventa N Unificato. Dal 1967 poi, a partire dal numero di telaio 200.001, la scocca sarà allungata e avremo la versione definitiva della 50 N che si chiamerà 50 N Allungata. Il logo Piaggio a forma di scudetto rettangolare resterà in auge sino a 1º ottobre 1967 data in cui la Piaggio modifica il proprio marchio trasformandolo nel famosissimo ed universale logo esagonale.

#### Vespa 50 L

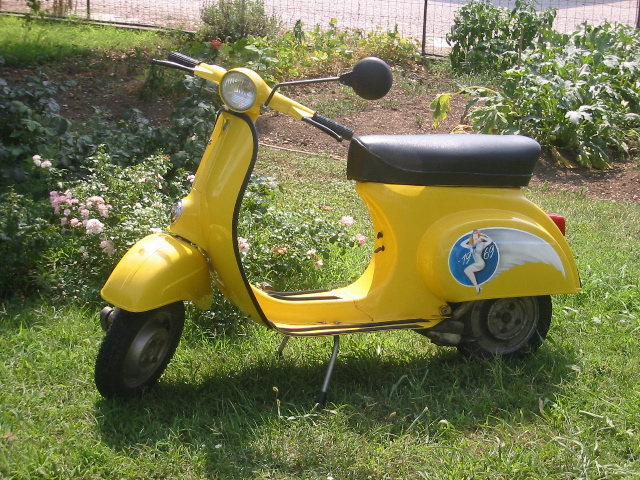
Vespa 50L

Versione "Lusso" (1966): a rendere particolare e di maggior pregio questo modello sono varie migliorie soprattutto estetiche: un profilo bordoscudo in anticorodal come le sorelle di maggior cilindrata, le strisce pedana in alluminio e gomma con puntalini in alluminio fissati al telaio tramite ribattini, il bordo del fanale anteriore cromato, una crestina in alluminio lucidato sul parafango anteriore, la sella lunga (prodotta e marchiata Aquila “Made in Italy” oppure A.Rejna) con gancio portaborsa; la scritta Vespa 50 è adesso in alluminio a rilievo e appare anche sul retro la scritta Vespa 50 L. Per il resto le caratteristiche generali sono equivalenti alla sorella meno arricchita 50 N, meccanicamente una differenza importante è invece l'adozione di un ammortizzatore idraulico a doppio effetto montato anteriormente che permette più comfort su terreni sconnessi. Oggi tra le 50 faro tondo la L è una delle più ricercate e di maggior valore.

#### Vespa 50 R
Versione "Rinnovata" (1969): un'evoluzione della N e della L dalle quali eredita alcune peculiari caratteristiche. Le sigle telaio vanno dal V5A1T-700001 al V5A1T-938761. È stata prodotta dal 1969 al 1983 in 238762 esemplari. È stato senz'altro, assieme alla Special, uno dei "vespini" di maggior successo, pur senza aver goduto del fascino della versione Special; ciò è dovuto soprattutto al fatto che la R portava con sé il retaggio stilistico della Vespa classica a faro tondo prodotta fino ad allora, che nulla poteva contro l'innovazione e la controtendenza del freschissimo faro quadro Special (oltre al fatto che ha avuto per tutta la produzione 3 marce contro le 4 della Special). Questa vespa è stata prodotta in due serie differenti:
- Prima serie: dal 69 al 70 ha cerchi chiusi, ammortizzatore anteriore di tipo non idraulico, priva del bordofaro, fregio sul parafango anteriore, strisce pedana in gomma, scritta anteriore in corsivo obliqua, leva rubinetto in alluminio e motore con sigla V5A1M, come per i modelli precedenti griglia del coprivolano a V e bobina interna; dal 1971 il motore diventa V5A2M sempre con bobina interna, i cerchi diventano aperti da 9" con tamburo a stellina.
- Seconda serie: dal 72 al 74 ha scritte anteriori in orizzontale, nuove manopole e leve; dal 74 al 78 cambiano scritte, numeri di serie e stampo del coprivolano oltre al serbatoio che non ha più i fori per il fissaggio della sella monoposto dal 1975 il motore sempre V5A2M non ha più la bobina interna; dal 78 all'83 cambia la sezione del pedale del freno ed il relativo gommino.

#### Vespa 50 Special

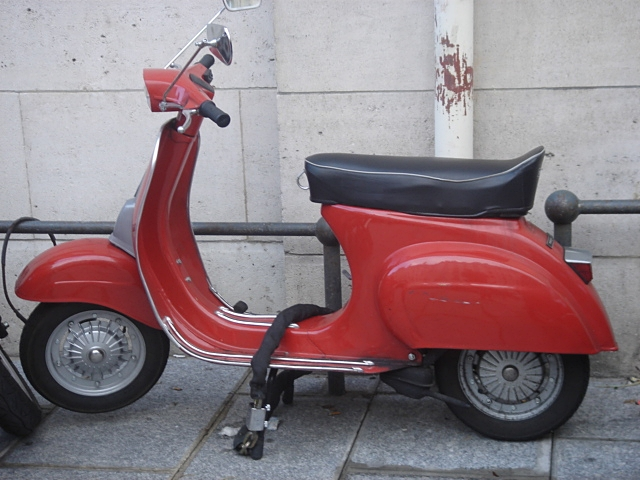
Vespa V 50 Special, seconda serie.

Il modello 50 Special fu prodotto dal 1969 al 1982. Caratteristico per la forma rettangolare del fanale anteriore e per il nasello che copriva il tubo di sterzo e il clacson, era praticamente "indistruttibile" e molto migliorata rispetto ai modelli 50 N, L e R. Si divide in tre serie:
- Prima serie (1969-1972 (in parte), caratterizzata da scritte identificative in corsivo posizionate in obliquo (Vespa 50 davanti, rispettivamente sopra e sotto, e Special dietro, sopra il fanale), nasello davanti e copristop in plastica neri, ruote da 9" con quattro dadi di fissaggio e cambio a tre velocità;
- Seconda serie (1972-1975), nella quale le ruote diventano da 10" con cinque dadi di fissaggio, il nasello e il copristop diventano grigio chiari, le scritte diventano orizzontali in stampatello minuscolo, quindi scritta Vespa davanti, 50 Special dietro (anche se i primissimi esemplari avevano ancora le scritte vecchio tipo), mantenendo le tre marce. il cavalletto passa da 16mm a 20mm e quindi più resistenza e più stabilità.
- Terza serie (1975-1982), con la modifica del cambio, passato da tre a quattro marce per unificarlo alla sorella maggiore vespa 125 Primavera, ed il telaio rinforzato.

Caratteristica di tutte le serie è la sella monoposto a gobbino, però da molti sostituita con selle allungate (Gaman e Yankee le più conosciute), o altre per due persone, per comodità. Fu uno dei simboli degli anni settanta ed ebbe un grandissimo successo di vendite: le ultime serie, in particolare, erano (e sono tuttora) tra i mezzi preferiti per le elaborazioni meccaniche (la più semplice e gettonata era la sostituzione dello scarico cosiddetto "padellino" con lo scarico ad espansione a "siluro" (già visto sulla sorella maggiore 125 ET3 Primavera) perché a partire dal 1978 vennero installati dei rinforzi sotto al telaio e quindi è più robusto rispetto alle serie precedenti; inoltre alcuni sostituivano il nasello anteriore con un altro più squadrato, come i modelli PK e PX.
La 50 Special non aveva indicatori di direzione, si poteva scegliere se montare dietro la scocca il supporto per la ruota di scorta o in alternativa sul nasello di copertura del tubolare del manubrio, il contachilometri rettangolare era optional. Record mondiale di vendite insieme alla sorella 125 Primavera ET3 fino al 1982, anno in cui è stata dichiarata fuori produzione.

#### Vespa 50 Elestart
- Prima serie V5A3T/V5B2T (1969-1975): nonostante sia sempre stato facilissimo avviare il motore della 50 Special con la pedivella, la Piaggio ha creato questo modello esteticamente uguale, dotato di un sistema di avviamento elettrico del motore: sulla fiancata sinistra della parte posteriore della scocca (con un secondo sportellino) vi alloggiavano due batterie da 6 volt, mentre sulla fiancata destra permaneva il vano motore. Il sistema di avviamento elettrico consiste nel convertire il gruppo statore-volano dell'alternatore in un motore elettrico, sufficientemente potente da far girare l'albero motore mettendolo in moto: questo sistema fu chiamato dinamotore. La chiave si inseriva in una serratura sul manubrio e si avviava il motore con lo stesso sistema di avviamento delle odierne automobili (il quadro acceso era indicato da una grossa spia rossa tra la serratura e il contachilometri); sul tubo di sterzo permaneva la serratura per il solo inserimento del bloccasterzo e come con la Special, dietro la scocca poteva essere posta la ruota di scorta o il vano portaoggetti. Il cambio aveva tre marce.
- Seconda serie V5B4T (1975-1976): il cambio è stato passato da tre a quattro marce e le scritte "Vespa" e "50 Elestart" sono dritte e in stampatello anziché oblique e in corsivo come nella prima serie.

Di questo modello sono stati prodotti all'incirca 7805 esemplari tra la prima e la seconda serie, e non ebbe grandioso successo da superare la Special: questo optional dell'avviamento elettrico è stato pensato per il pubblico femminile, mentre il pubblico maschile ha preferito orientare le sue scelte sulla Special, che non differisce molto dal nuovo modello. Il giallo è una nuova colorazione dopo le tinture della Special, colore che ha sempre caratterizzato questo modello.

#### Vespa SS 50
Questo modello di Vespa è stato prodotto maggiormente per il mercato estero, dove il Codice della Strada non è così restrittivo come il nostro, ha una potenza superiore, pur mantenendo la cilindrata di 50 cm³. "SS" sta per "Super Sprint". La vespa 50 originale va a 45 km/h invece la 50 super sprint ha una velocità max di 65 km/h. Particolarità di questa Vespa per la sua epoca di produzione è la presenza del contachilometri da Vespa Primavera prima serie al posto del classico contachilometri con scudetto rettangolare scalato a 100 km/h e lo scudetto esagonale anteriore al posto di quello rettangolare. Le manopole sono zigrinate ma con logo esagonale. Rispetto alla 90SS, la 50 non ha la forcella rinforzata ma una classica forcella da 50 e non c'è il rinforzo trasversale sotto il telaio posteriore. Per il resto è in tutto e per tutto simile alla 90, scritta posteriore e fregi in plastica sul finto serbatoio a parte ovviamente. La ruota di scorta centrale poggia su una slitta zincata, particolare adottato dalle SS negli ultimi anni di produzione.

#### Vespa PK 50
Di questo modello, presentato originariamente nel 1982 in qualità di erede della 50 Special, dopo l'originario modello PK 50 vennero prodotte tre successive versioni, con cambio manuale da tre o quattro marce, esclusivamente a faro tondo e dotate (ad eccezione dell'originaria PK 50) di frecce direzionali e accensione elettronica che sostituiva le puntine dismesse con la fine di produzione della 50 Special. Le versioni prodotte sono PK 50S, PK 50XL e PK 50 XL Rush e hanno avuto molto successo per la notevole somiglianza con i modelli PX. I modelli PK 50, PK 50 S potevano avere il contachilometri e fanali abbaianti optional, i modelli PK 50 XL e PK 50 XL Rush avevano un blocco unico rotondo contenente spie, indicatore di velocità e livello miscela, mai presente negli altri modelli. 

#### Vespa PK 50 Elestart
Stesso modello della PK 50, prodotto successivamente nelle versioni PK 50S, PK 50SS (per i mercati esteri), PK 50XL e PK 50 XL Rush, con l'aggiunta del sistema di avviamento elettrico del motore, con pulsante dello starter sotto la manopola del gas. A differenza della 50 Elestart derivata dalla 50 Special, aveva un motorino di avviamento a parte anziché avere la bobina che fungeva anche da motore elettrico.

#### Vespa PK 50 Automatica
Modello, insieme alla versione 125 Automatica, che ha probabilmente favorito l'evoluzione degli odierni scooter: aveva sostituito la frizione manuale e il cambio a tre/quattro marce, con la trasmissione automatica a variatore e frizione centrifuga. Aveva eliminato il pedale del freno posteriore, ponendolo sulla leva sinistra al posto della frizione; invece che le marce, aveva la "folle" e la "marcia automatica", che doveva essere innestata esclusivamente a regimi bassi per evitare il "grattamento" degli ingranaggi di innesto.

#### Vespa PK 50 Elestart Automatica
Modello di concezione mista: cambio automatico a variazione continua e avviamento elettrico.

#### Vespa PK 50 Plurimatic
L'unica miglioria che la differenzia dalla PK 50 Elestart Automatica è il contachilometri della versione PK "XL Rush", ovverosia con quattro spie e l'indicatore del livello della miscela. Come con i modelli "XL Rush" il clacson si trova nel retroscudo e il nasello è più aerodinamico.

#### Vespa FL2 50
La Vespa 50 FL2 (chiamata anche in gergo Vespa V per via dell'inedito logo presente sullo sportello del vano portaoggetti) è stata prodotta dal 1990 al 1992. Successivo al modello N, è molto simile alla 50 HP che la segue, da cui si differenzia per il quadro strumenti dal colore di sfondo diverso e dal numero di spie presenti, ovvero 3 rispetto alle 4 del modello più recente.

Meccanicamente ha ancora il cilindro in ghisa che verrà invece sostituito da quello in alluminio nella HP, è alimentata da un carburatore Dell'Orto 16/12, è dotata di cambio a tre marce e di avviamento elettrico.
Non ha la pedivella per la messa a moto ma quest'ultima è solo elettrica.
Di questo modello è stato prodotta anche una versione 125 cc.

#### Vespa HP 50

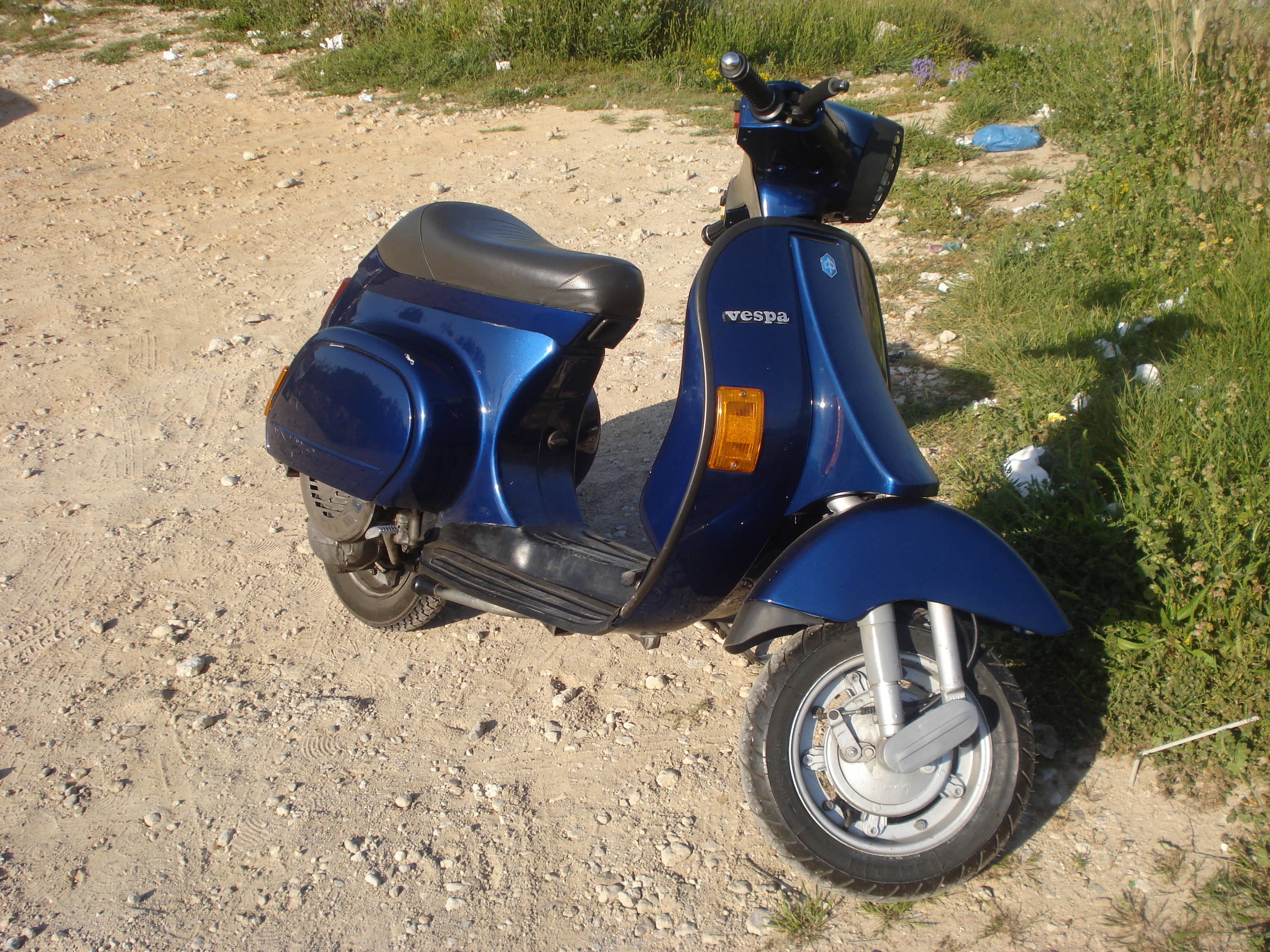
Vespa 50 HP

La Vespa 50 HP è stata prodotta dal 1991 al 1999, precisamente: il modello 3 marce dal 1991 al 1993 il modello 4 marce dal 1993 al 1999. A differenza delle Vespe 50 del passato monta numerosi pezzi in plastica, come il parafango anteriore, il bordino sotto-sella e la calandra posteriore (esteticamente una continuazione della sella), il coperchio del bauletto anteriore dietroscudo oltre che la parte superiore del cupolino che alloggia il contachilometri ed il musetto anteriore, già in plastica su diversi altri modelli. Il motore introduceva soluzioni innovative come la frizione modificata con cuscinetto reggispinta ed un unico cavo rigido per l'innesto delle marce (quest'ultimo condiviso con la FL2). Montava di serie un innovativo gruppo termico in alluminio con candela centrale, canna cromata e due fasce elastiche, con rapporto di compressione aumentato e fasature più spinte; soluzioni che aumentavano notevolmente il rendimento. Il carburatore era un Dell'Orto 16/12 (come già a partire dalla PK 50 XL Rush del 1988). Oltre alla pedalina (reintrodotta dopo la versione FL2 che ne era sprovvista) era dotata di avviamento elettrico con motorino di avviamento. L'albero motore anticipato, il volano più leggero mai prodotto (pesava solo 1,35 kg), ed una rinnovata accensione elettronica con centralina marchiata Ducati, le permettevano di sviluppare, una volta privata dei "fermi" presenti per legge, quasi 4 CV (cavalli) alla ruota. Queste soluzioni le permisero di mantenersi competitiva sul mercato di quegli anni anche in termini di prestazioni, notevolmente aumentate dall'arrivo degli scooter a variatore. Fu la Vespa dei giovani degli anni '90. Segnò però la fine della produzione delle Vespa 50 con cambio manuale in quanto non poté adeguarsi alle normative anti-inquinamento Euro 1. Nel 1999 fu sostituita dalla Vespa ET2, modello completamente nuovo dotato di cambio a variatore continuo e motore di concezione moderna.
Diverse varianti negli anni.

#### Vespa 90 SS
Vespa 90 SS dove SS sta per Super Sprint, è una versione prodotta dal 1965 al 1971 in 5309 esemplari ed è stata l'icona dello scooter sportivo di un'intera generazione. Aveva una cilindrata di 88,5 cm³ e 6 cv a 6000 giri/min. Si preferiva all'epoca la versione 50 (per la mancanza di patente) o la 125 (benché meno potente). Fu perciò un fallimento in quanto pochissimi modelli furono venduti e tutt'oggi è una tra le Vespe più ricercate dai collezionisti.

Caratteristico il manubrio sportivo, la ruota di scorta montata centralmente sul ponte e sovrastata da un finto serbatoio con sopra una specie di cuscino utile per raggiungere la posizione sdraiata da pista. Veniva prodotta per il mercato italiano in due colori, il rosso e il blu pavone, il primo in due tonalità, per i mercati esteri venne prodotta anche in livrea bianca, ci fu anche una piccola produzione di vespa 50 ss che aveva lo stesso telaio della sorella maggiore (cioè con il finto serbatoio, il manubrio sportivo e lo scudo "aerodinamico") ma con un motore depotenziato.

#### Vespa V 98 "farobasso"

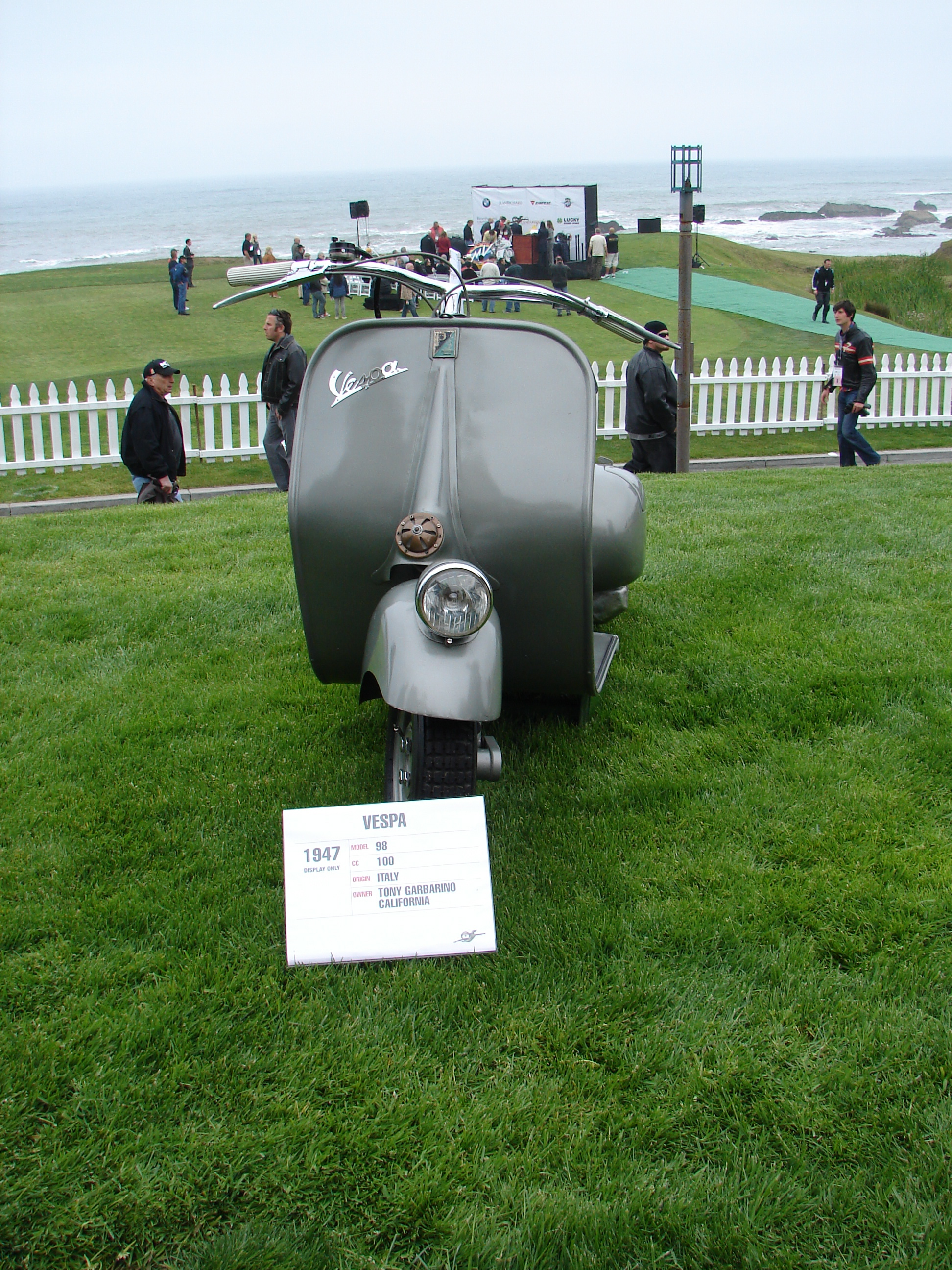
Vespa 98

Prodotta dal 1946 al 1948 in due serie di cui differenziano alcune migliorie, si caratterizzava appunto per il fanale che anziché sullo sterzo stava sul parafango anteriore. Come optional si poteva mettere un contachilometri, ma a differenza delle altre vespe aveva il manubrio senza rivestimenti in lamiera e poteva quindi essere soggetta ad atti vandalici o furti. Richiedeva manutenzione, ma a quella data era stata progettata per sopravvivere nei lunghi tragitti alle possibili insidie del dopoguerra, come il perforamento di una gomma. Era priva di sospensioni posteriori e questa funzione era svolta dalle molle del sellino. La sospensione anteriore era posta anziché sul lato destro della ruota, come in tutti gli altri modelli, sul lato sinistro.

#### Vespa "125 Nuova"
La "125 Nuova" è la prima Vespa smallframe ad adottare di serie un motore 125cc. Derivata probabilmente dal telaio della 90SS è stata prodotta in 17.100 esemplari negli anni 1965-1967. Venduta in un'unica colorazione Azzurro Metallizzato (codice MaxMeyer 1.268.0110).
Alcune caratteristiche di questo modello sono poco note e piuttosto curiose. Le strisce pedana sono più larghe rispetto a quelle che verranno usate sulla "Primavera", il comando del rubinetto serbatoio ha il pomello in alluminio come sulle 50cc, veniva equipaggiata di monosella "Aquila" e portapacchi, ma come optional si poteva avere la sella biposto piatta e alta, Il copriventola ha la griglia a "V" come quella che viene usata sulle 50cc del tempo con la cuffia cilindro in metallo, infine sulla pancia sinistra non c'è il portaoggetti che verrà introdotto di lì a poco con la "Primavera". Questo modello, essendo piuttosto raro, è ricercato e ben valutato dai vespisti amatori e collezionisti.

#### Vespa 125 VNA
La Vespa 125 modello base, si presenta con una forma più arrotondata grazie ai due semigusci in lamiera stampata ora staccabili dalla carrozzeria. La serie VNA è stata prodotta dal 1957 al 1960, in due serie distinte (VNA1T a VNA2T), e possedeva ancora l'aspirazione al cilindro piston ported, con miscela al 5%. Il motore della VNA è servito come base per tutti i motori largeframe fino al PX. Il manubrio è in lamiera stampata, diviso in due: nella prima produzione, fino al telaio 20220, la parte superiore è chiusa senza possibilità di montare il contachilometri; solo successivamente è stato introdotto un lamierato superiore con sede contachilometri. Il foro contachilometri ha un tappo, non essendo ancora il contachilometri montato di serie. La VNA è anche l'unica largeframe a non avere il comando dello starter nella zona rubinetto ma mantiene il sistema adottato sulle farobasso della leva sottosella.

#### Vespa 125 VNB
La serie VNB, prodotta dal 1959 al 1966 in sei serie distinte (VNB1T, VNB2T, VNB3T, VNB4T, VNB5T e VNB6T), utilizza per la prima volta su un motore 125 il sistema di ammissione a valvola rotante già utilizzato sul modello VBA1T. Il carburatore è posto sul carter e non più sul cilindro, di conseguenza la miscela passa da 5% a 2% con numerosi vantaggi, minori depositi carboniosi, maggiore fluidità e minori consumi.

#### Vespa "125 Super"

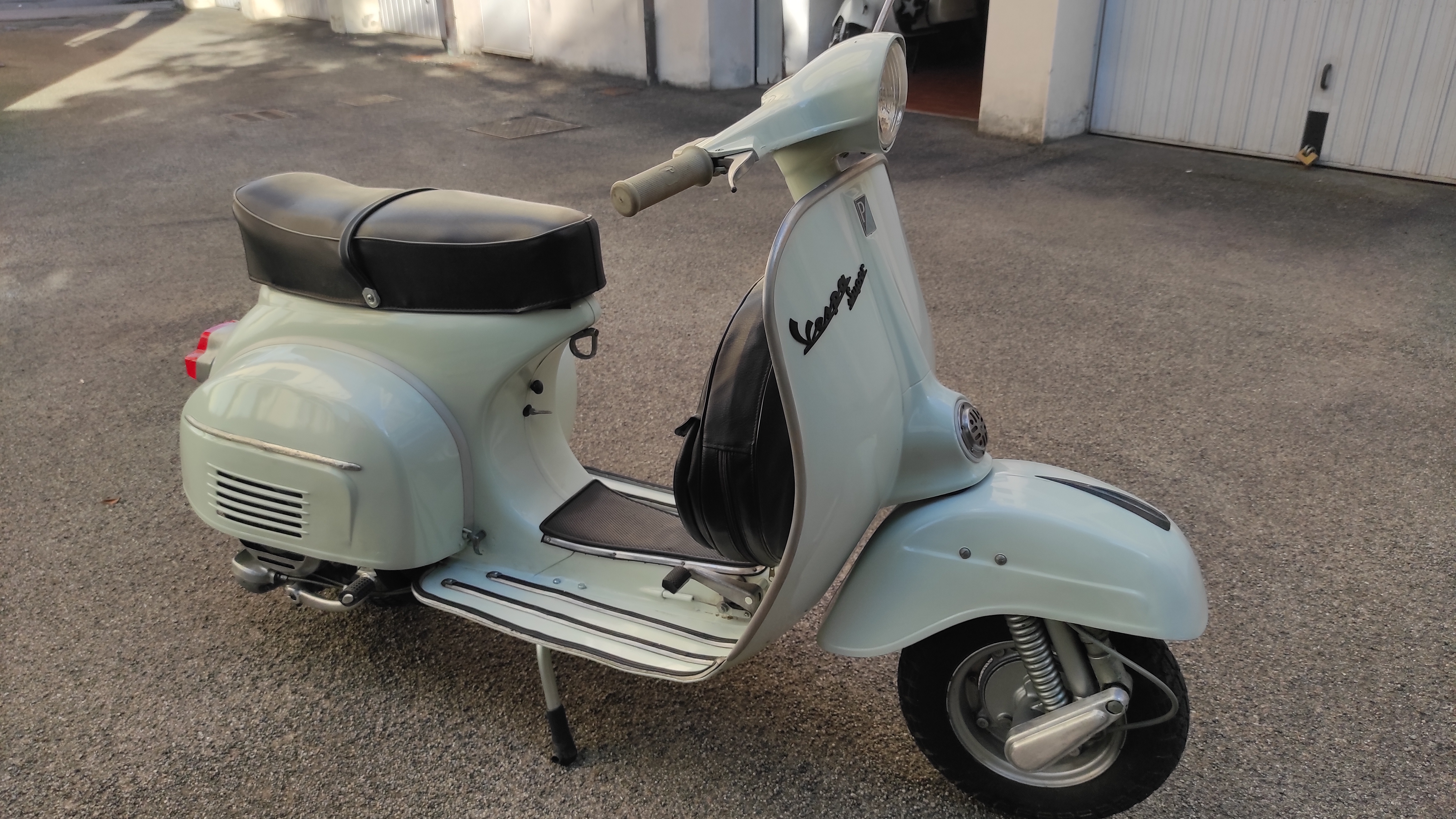
Vespa 125 Super

Il nome deriva dalla moda dell'epoca di chiamare "Super", i modelli della stessa serie con prestazioni superiori. È infatti dotata di un motore potenziato in accoppiata con un carburatore perfezionato che la porta a 6,16 Cv. a 5000 giri e a superare gli 80 km/h. Con il telaio derivato dalla 150 GL, è l'ultima vespa ad adottare gli storici cerchi da 8". Di nuovo disegno il parafango che si intona alla spigolosità delle sacche laterali, mentre il manubrio accoglie un nuovo contakm, la possibilità di installare specchietti e parabrezza e la possibilità di orientare il faro anteriore con una vite. Caratteristiche le scritte distintive davanti e dietro in blu scuro. È stata prodotta con un'unica colorazione verde chiaro (codice MaxMeyer 1.298.5303). La sella biposto era opzionale. Prodotta in poco più di 24.000 esemplari tra il 1965-1969, soprattutto a causa della sorella da 150 cm³ uguale in ogni suo aspetto, venne commercializzata soprattutto all'estero.

#### Vespa Primavera 125

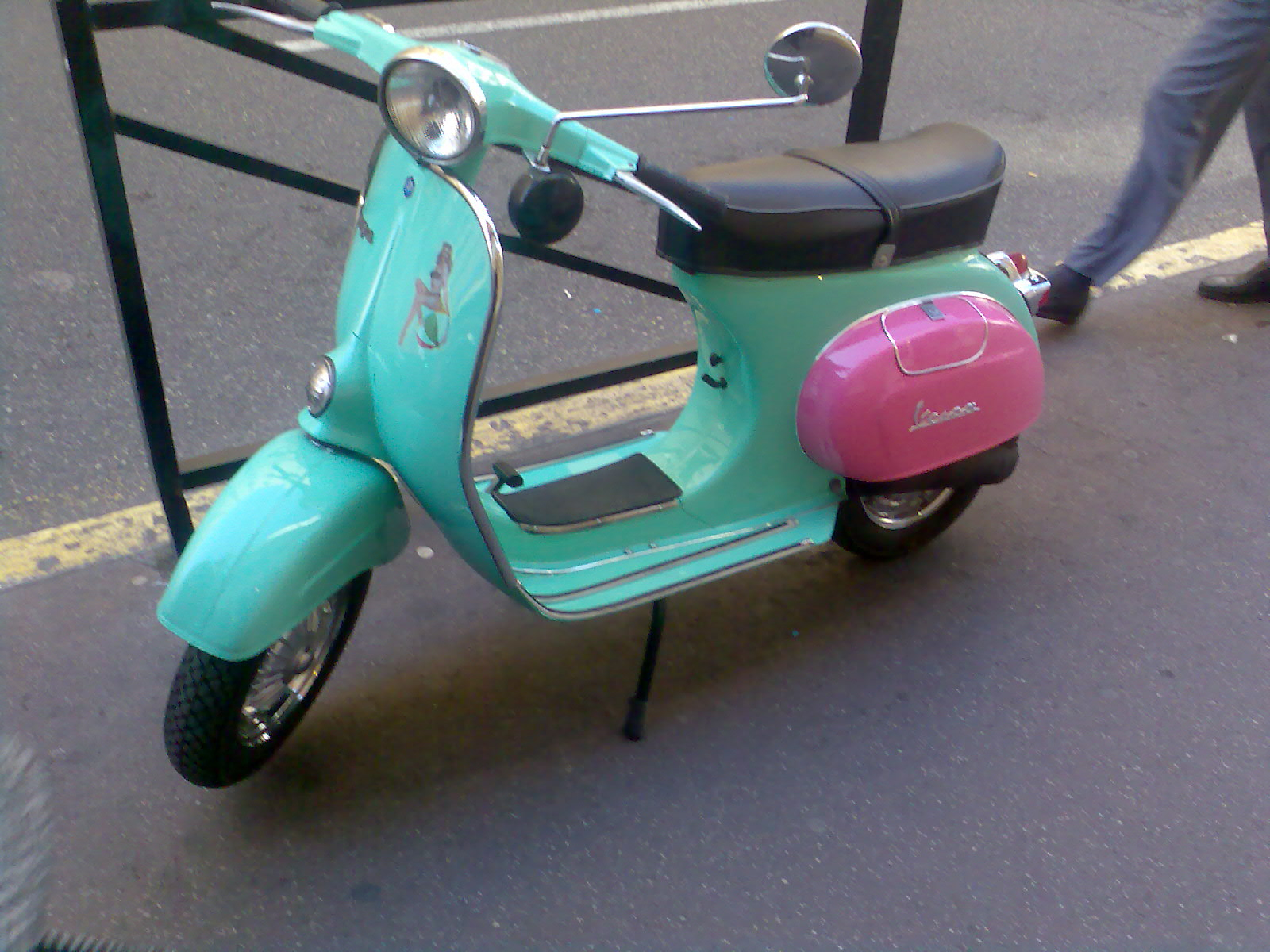
Vespa 125 Primavera

La Vespa 125 Primavera uscì nel 1968 per sostituire la Nuova 125. La “Primavera” adottava notevoli miglioramenti rispetto alla sua progenitrice; un motore potenziato, nonostante cubatura invariata a 121 cm³ e accensione sempre a puntine, venne aumentando il rapporto di compressione da 7.2 a 8.25, cosicché la potenza passò da 4,8 CV a 4500 giri a 5,56 a 5500 giri. Questo potenziamento consentì un sensibile incremento delle prestazioni: la velocità massima passò da 83,8 a 92,3 km/h con un'accelerazione assai più vivace.
Fu prodotta in tre serie: la prima aveva il fanale posteriore tipo 90 SS, presentava scritte in corsivo vespa 125 sullo scudo anteriore e primavera sopra il fanale posteriore, tachimetro con fondo bianco e montava ancora le caratteristiche leve freno con pallino intermedio, la seconda stesso fanale ma scritte in stampatello (dal 1973, anno del cambio delle scritte da parte della Piaggio). Nel triennio 74-76 la 125 primavera venne venduta nella colorazione marrone metallizzato Cod M.M 1.268.5130 (PIA 130) con sella beige, la terza, uscita assieme alla ET3, stesse scritte ma fanale di nuovo disegno. Ebbe successo sul mercato grazie alle prestazioni brillanti e alla linea che piacque a tutti, anche alle ragazze. Uscì di produzione nel 1982, assieme alla ET3, è tuttora molto ricercata tra i collezionisti e vespisti restauratori con uno sviluppato mercato after-market.

#### Vespa Primavera 125 ET3

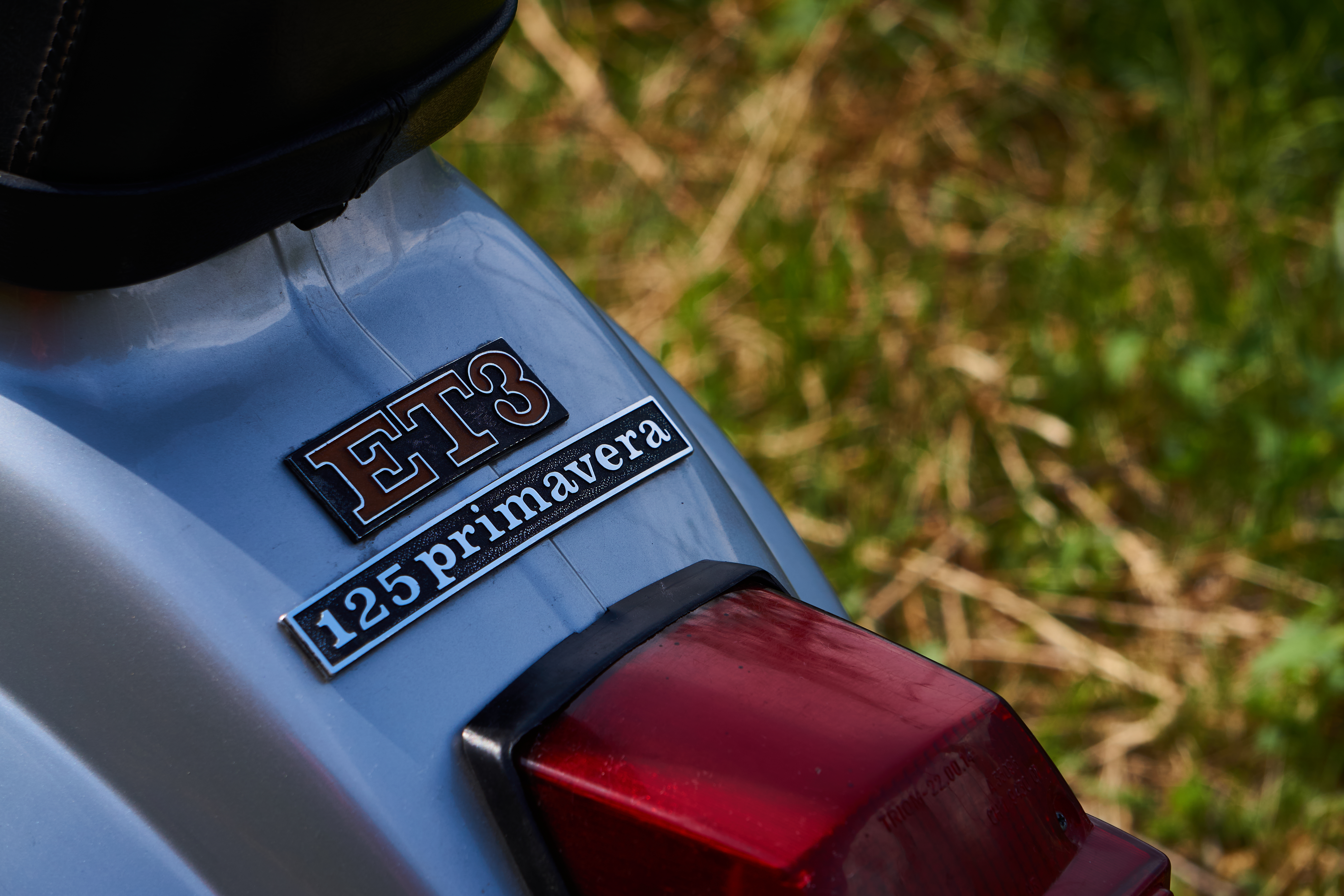
Dettaglio del posteriore di una Primavera 125 ET3

La Vespa 125 ET3 Primavera nasce nel 1976 affiancando un modello già in produzione, la Vespa 125 Primavera. Da questa la ET3 si differenzia da un punto di vista tecnico grazie ad una nuova accensione elettronica gestita da centralina Ducati, non più a puntine platinate. Questo, oltre a garantire un pronto avviamento del motore in ogni condizione, permette al motore di "girare" agli alti regimi con maggiore regolarità a tutto vantaggio delle prestazioni.
Altra novità è la presenza di tre travasi nel cilindro anziché due (ET3=Elettronica 3 Travasi) che danno alla Vespa ET3 più spunto e una maggiore velocità di punta di 98 km/h. Una nuova marmitta "a siluro" simile a quella già montata da Piaggio sulla 90SS avente un silenziatore che può essere smontato dal corpo della marmitta, una sella più accogliente, alcuni particolari verniciati Grigio scuro opaco (coprimolleggio anteriore, coprivolano e calotta ammortizzatore anteriore) e gli adesivi laterali con la scritta "Electronic" completano la nascita di questo modello, tra i più amati grazie alle sue caratteristiche di agilità, potenza ed estetica riuscita.
Era disponibile nelle colorazioni Blu jeans (codice PIA 228) fino al 1977, Blu marine (codice PIA 275) dal 1978, Rosso arancio (codice PIA 2/1) dal 1980, Grigio chiaro di luna (codice PIA 108) per tutta la produzione, Azzurro metallizzato (codice PIA 5/2) dal 1980. Resterà in produzione fino al 1984.

#### Vespa PK 125

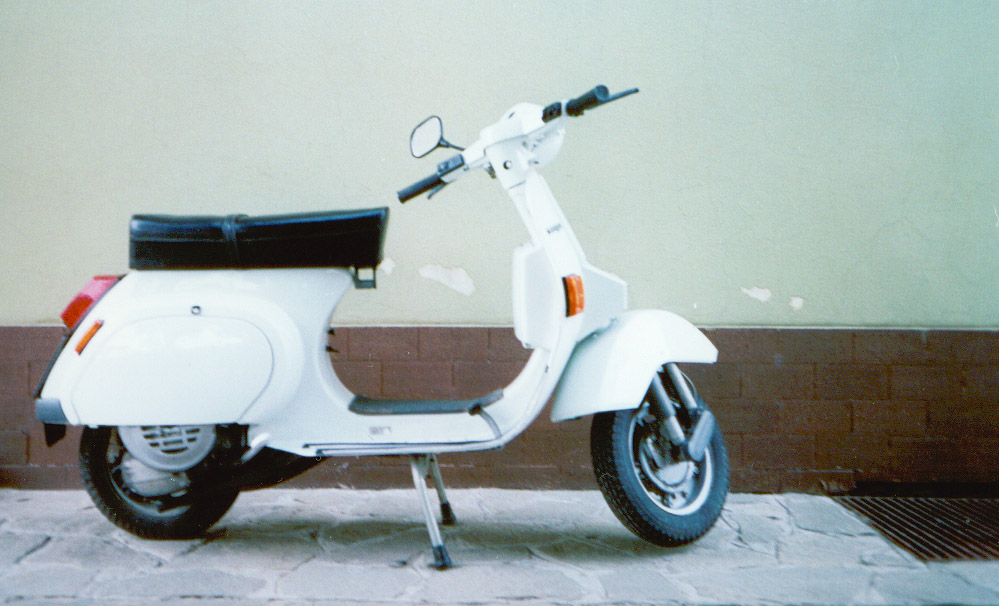
Vespa PK 125S

La Vespa PK è considerata la legittima erede, rivista in chiave estetica anni '80 della Vespa Primavera.
Prodotta dal 1982, e dal 1984 con anticipo all'accensione, caratterizzata dalla sigla electronic sulla pancia sinistra. È considerata a tutti gli effetti una vespa small frame, ma non essendo piccola come la 125 Primavera o la 50 Special è adatta ai vespisti di qualunque altezza. Esiste una versione base, distinguibile dall'assenza della S nella sigla, che non ha le frecce e il cofano portaoggetti dietro lo scudo. Inoltre esistono delle serie successive, riviste nell'estetica nella parte centrale dello scudo, che termina molto più sottile, nel cruscotto, ammodernato nella strumentazione, che nella versione originale comprende esclusivamente un tachimetro-contachilometri tondo, due spie (abbaglianti e indicatori di direzione) integrate in un rettangolino verticale esterno al di sopra dello strumento, e nella parte posteriore, dove le luci posteriori sono integrate in una scocca di plastica e dalle gemme degli indicatori di direzione molto sottili: questa serie è denominata PK-XL.

Caratteristiche tecniche: motore 2 tempi, cilindro da 121 cm³. (alesaggio mm.55, corsa mm.51) inclinato di 45° alimentato a miscela di benzina e olio al 2% per gravità, raffreddato ad aria forzata, carburatore Dell'Orto SHBC 19-19/E, avviamento a pedale, cambio a manopola 4 rapporti con frizione a bagno d'olio, freni a tamburo anteriore (maggiorato) e posteriore, cerchi da 10 pollici, pneumatici 3.00-10r.
Come tutte le vespe con cambio manuale non ha trasmissione secondaria, ma la ruota di trazione è imperniata "a sbalzo" direttamente sull'albero secondario in uscita dal cambio.

#### Vespa PK 125 Elestart
Stesso modello di PK 125, con la sola aggiunta dell'impianto di avviamento elettrico alimentato da una batteria.

#### Vespa PK 125 Automatica
Modello di PK 125, che anziché avere le quattro marce, il pedale del freno posteriore e la frizione manuale, è dotata di trasmissione continua variomatic con frizione automatica a centrifuga, e freno posteriore azionato con la leva sinistra. Quanto al comando del cambio si può azionare la "folle" e la "marcia automatica". Questa particolarità è conseguenza della posizione che assume la vespa sul cavalletto, con la ruota posteriore a terra. Sarebbe stato difficile e pericoloso accendere il motore senza questo sistema.

#### Vespa PK 125 Elestart Automatica
Modello di concezione mista tra cambio automatico e starter elettronico.

#### Vespa PK 125 Plurimatic
L'unica miglioria che la differenzia dalla PK 125 Elestart Automatica è il contachilometri della versione PK "XL Rush", ovverosia con quattro spie e l'indicatore del livello della miscela. Come con i modelli "XL Rush" il clacson si trova nel retroscudo e il nasello è più aerodinamico.

#### Vespa P125 ETS

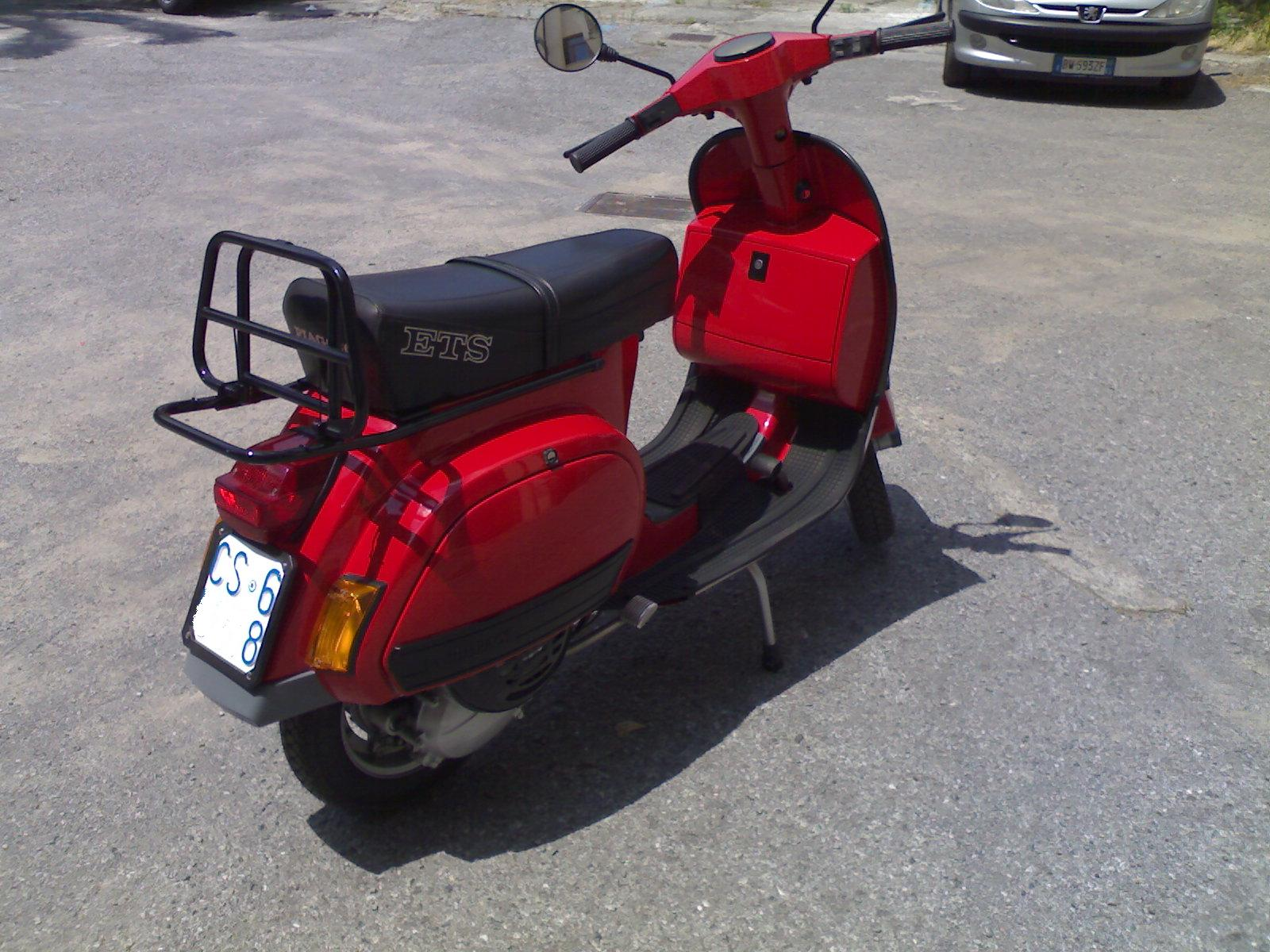
Vespa P125 ETS

La Vespa P 125 ETS, prodotta dal 1984 al 1986, anche nella versione con avviamento elettrico (Elestart), fu la Vespa small-frame più potente mai prodotta: si può dire che sia l'erede della famosa Primavera ET3. Le novità di questo modello furono molteplici, come ad esempio il freno anteriore a tamburo a doppia oliva, per una maggiore frenata, o il fanale anteriore di diametro maggiorato. Ma le novità maggiori riguardano il motore: cilindro in ghisa rifasato leggermente per aumentarne il brio, carburatore SHBC 20/20 L, marmitta studiata per le fasi del cilindro (ricorda comunque la marmitta a siluro della ET3), albero anticipato (inoltre aprendo i carter motore si noterà anche un maggiore ritardo di aspirazione dovuto alla valvola sul carter allungata verso il basso), un accoppiamento conico albero/volano maggiorato da 20mm (visto poi su tutte le altre Vespe PK) e una sede cuscinetto da 25mm per aumentare sensibilmente l'affidabilità. L'unica Vespa 125 più potente e veloce della ETS fu solamente la Vespa T5.

#### Vespa 125 T5
Il modello T5 fu costruito dal 1985 al 1989. Era un modello sportivo, costruito sulla base della Vespa PX, dalla quale differiva per il faro anteriore rettangolare, il cupolino in plastica sul manubrio, la coda più verticale, per la strumentazione più grande con contagiri elettronico, per una crociera del cambio modificata al fine di evitare i forti tac durante i cambi di marcia veloci, per il nasello davanti più appuntito, per la corsa più corta di quella del PX (52mm contro 57mm), per i cuscinetti di banco a rulli più robusti e, differenza più importante, il cilindro in alluminio cromato (prodotto da Gilardoni) anziché in ghisa come le altre PX e con 5 travasi invece di 3 (da qui il nome T5). L'aerodinamica era particolarmente curata, grazie a una serie di modifiche come il parafango più piccolo, lo spoiler alla base delle scudo e il cupolino. L'alimentazione era a miscela benzina/olio (al 2% di quest'ultimo) con l'opzione di poter adottare il miscelatore automatico. In una seconda fase della produzione, la casa madre introdusse gli specchietti retrovisori (non presenti inizialmente, in quanto all'epoca non obbligatori) direttamente nella struttura del manubrio, mirando a garantire una maggiore efficienza alla visione posteriore rispetto a quella che era possibile ottenere grazie ai poco efficienti retrovisori prodotti da talune aziende operanti nel settore dei ricambi aftermarket.
La velocità massima della T5 era di 108 km/h, che si raggiungevano con una relativa facilità, anche grazie alla rapportatura "corta" del cambio che ben si accordava a una curva di erogazione della potenza piuttosto appuntita. Di converso, la T5 non era particolarmente brillante in ripresa, mostrando un'evidente pigrizia a prendere giri nei regimi bassi e intermedi, costringendo spesso a scalare una marcia per mandare il motore "in coppia". Alle buone prestazioni complessive del motore, faceva paio un discreto equilibrio complessivo del telaio, adeguatamente assecondato da freni (a tamburo) migliorati nell'efficienza rispetto a quelli della Vespa da cui derivava. Abbastanza elevati - sempre rispetto al modello di riferimento - erano i consumi di carburante. La Vespa T5, assieme alla Vespa PX è stata per molti anni impiegata da molte scuole-guida per gli esami pratici della patente A1 e A2. In ambito sportivo inoltre, questo modello di Vespa (assieme all'ancora più rara PK Automatica) era il premio che veniva dato a chi conquistava la Pole Position al Gp di Monza nel Campionato di Formula 1. Per questo la Piaggio apponeva l'adesivo T5 POLE POSITION. I piloti di Formula 1 che hanno ricevuto in premio la T5 o la Vespa Automatica sono Ayrton Senna e Nelson Piquet.

#### Vespa PX 125/150/200

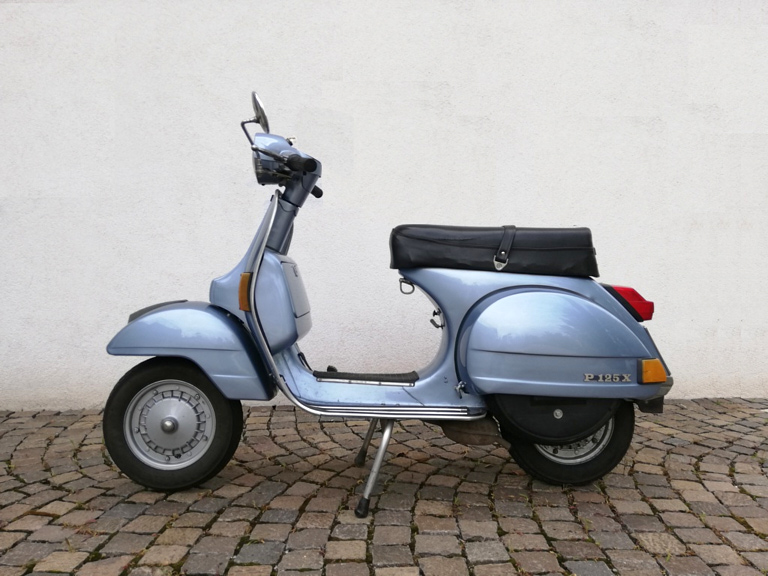
Vespa P125X (1980)

Il modello Vespa "Nuova Linea", anche chiamata "P-X" fu una grande rivoluzione in casa Piaggio. Nel 1977 fu subito pensata nelle tre motorizzazioni classiche per Piaggio, 125, 150 e 200, la PX incarnava "la vespa del futuro": nuova carrozzeria, diversa piega del manubrio, forcella anteriore rivisitata con dispositivo antiaffondamento, agile e scattante riscosse subito molto successo tra il pubblico.

Le prime PX non avevano indicatori di direzione, non obbligatori al tempo, ma che erano disponibili come accessorio. Diventeranno di serie già dal 1980. In serie ed in opzione il miscelatore automatico della benzina. Rimasta pressoché invariata fino a tutto il 1999, a parte modifiche di dettaglio introdotte con la serie "Arcobaleno" della fine del 1984 e nuove colorazioni tempo per tempo introdotte, nel 1999 arriva la modifica più attesa: il freno anteriore a disco. Unito al miscelatore automatico di serie ed al faro alogeno anteriore sono le modifiche più importanti in tutto l'arco di produzione del modello. Tutte dotazioni che ne hanno aumentato la sicurezza attiva ("la Vespa ora frena e illumina la strada...") e l'affidabilità.
Nell'anno 2000 in occasione del nuovo millennio è uscita una serie limitata di 2000 pezzi Px150 Time colore celeste metallizzato con specchi cromati e bauletto posteriore in cuoio. Uscita temporaneamente di produzione nel febbraio 2008 dopo 30 anni di gloriosa carriera, più per scelta del produttore che per la acclarata difficoltà di omologare euro 3 i motori. Durante il suddetto periodo l'immagine della Vespa PX è stata conservata dalla sua emanazione indiana LML che, importata anche in Italia, è omologata euro 3 e non risente di particolari limitazioni motoristiche. Prima del ritiro dal mercato della versione PX, la Piaggio ha prodotto una tiratura limitata a 1000 esemplari del P125X in livrea bianca e con una targhetta di identificazione riportante la dicitura "P125X Ultima Serie" ed il numero progressivo. Venduta a 4500 euro è andata esaurita nel giro di due settimane, a conferma della passione verso questo mezzo. La Vespa PX 125 e PX 150 è stata ripresentata all'EICMA 2010 in versione euro 3 (sempre con motore 2 tempi) e dall'anno 2011 è nuovamente in vendita.
Nel 1977-1984 fu presentata negli Stati Uniti la P125X e la P200E, che avevano come caratteristiche oltre ad un contamiglia al posto del contachilometri, i catarifrangenti laterali (obbligatori in alcuni stati americani), la luce del folle, la spia degli abbaglianti sul cruscotto, la luce dello stop che si accendeva anche tirando il freno anteriore, un rubinetto benzina particolare, il fanale posteriore omologato per gli USA, gli spioncini sui tamburi per controllare l'usura dei ferodi, il blocchetto d'accensione a tre posizioni che permetteva di tenere accese le luci di posizioni anche a veicolo spento, la batteria 12Volt, i comandi sul manubrio rovesciati rispetto a quelli europei (quindi interruttore delle frecce a dx e devioluci a sx), interruttore di spegnimento motore d'emergenza come sulle attuali moto, tutti gli interruttori e le spie con la scritta in inglese della loro funzione, impianto elettrico con luci obbligatoriamente accese anche di giorno, il clacson con una melodia studiata solo per l'America, il carburatore da 20.20 anziché da 24.24 oltre ad un distanziale tra l'ammissione del carter e la scatola filtro per limitare le emissioni, tutte queste modifiche convinsero la Piaggio a fermare la produzione a 1.600 rarissimi modelli.

#### Vespa GS VS1/5 150

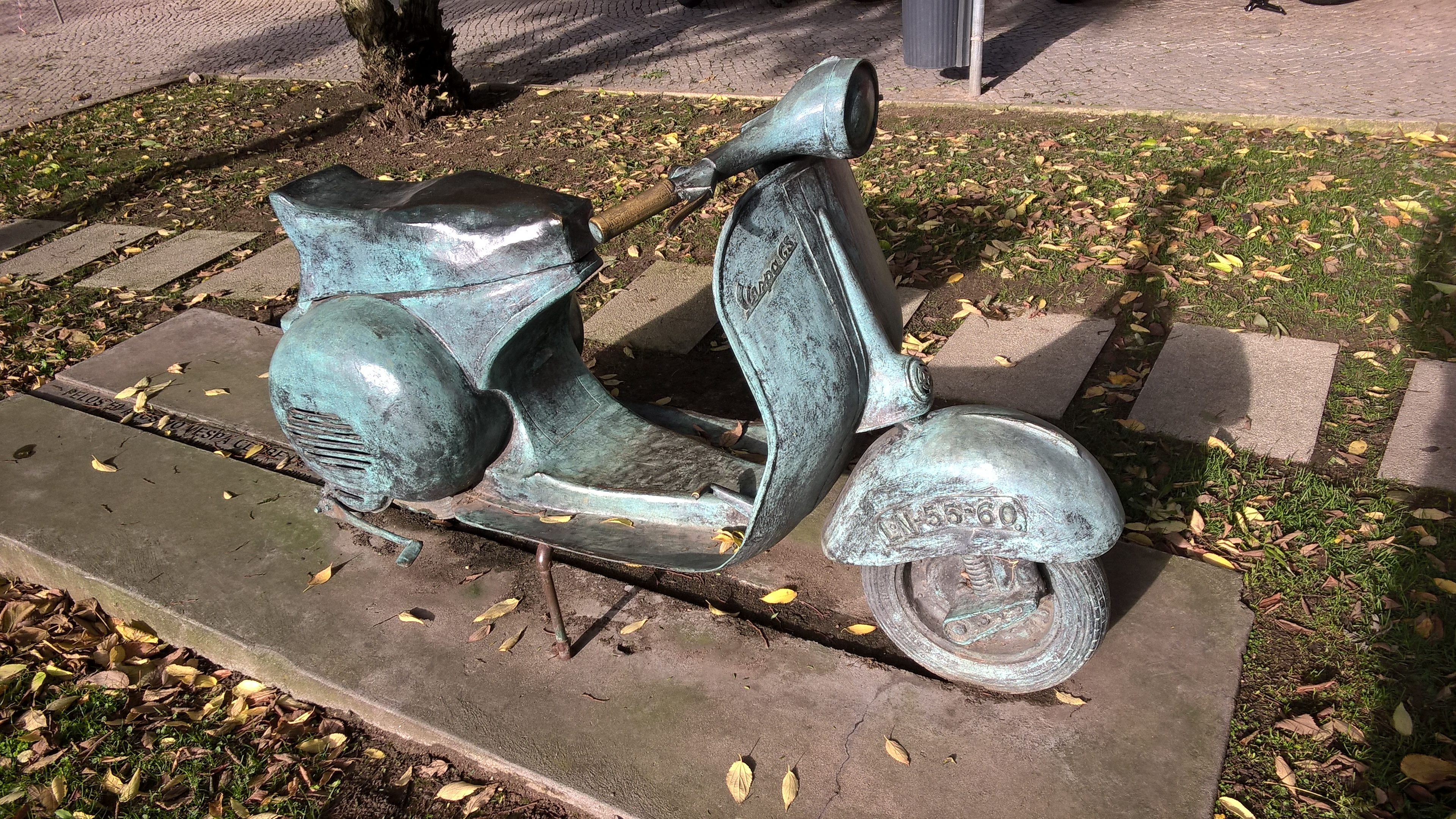
Una Vespa GS come monumento a Lisbona, Portogallo.

Nasce nel 1955, prodotta in 5 serie fino al 1961. Motoristicamente ispirata al primo modello sportivo dello scooter Piaggio, la Vespa 6 Giorni, La GS (Gran Sport) è un tentativo di rendere lo scooter di Pontedera competitivo con le piccole motoleggere dell'epoca, raggiungendo i 100 km/h. Il motore rispetto alle versioni contemporanee alla GS è potenziato e con carburatore direttamente innestato sul cilindro, la carrozzeria è rastremata per una migliore penetrazione nell'aria. Il primo modello (VS1) si distingue dagli altri successivi per avere i cavi che passano esterni al manubrio.

#### Vespa VBA 150

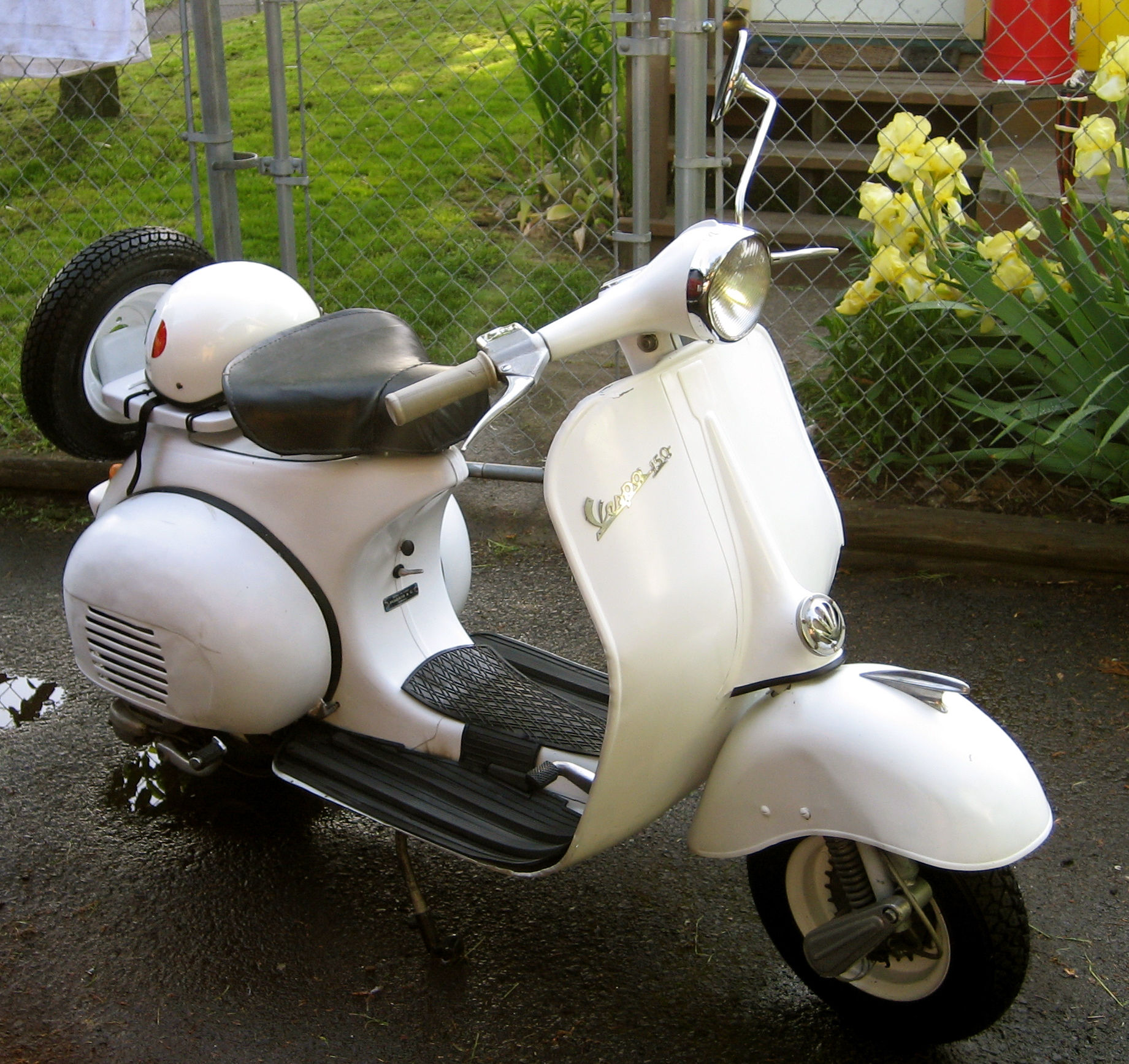
Vespa 150 VBA

Nel 1959, a seguito del rinnovamento della gamma, Piaggio mette in produzione la Vespa 150 VBA basato sul telaio di nuova concezione derivato dalla 125 del '58. Il modello VBA introduce un'innovazione che diventerà il cavallo di battaglia della Vespa fino ai giorni nostri: il motore ad aspirazione a valvola rotante. La Vespa VBA ebbe una notevole successo e gettò le basi per tutti i modelli 125 e 150 cm³ degli anni sessanta. Il carburatore non possiede lo starter (aria) inglobato, tale funzione veniva lasciata ad una "farfalla" posta all'ingresso della scatola filtro, tirando il pomello dell'aria, sotto la sella, si chiude sensibilmente l'ingresso dell'aria, a mezzo farfalla, aumentando così il quantitativo di combustibile (benzina) rispetto al comburente (aria). Tale soluzione fu però subito accantonata tanto che la Piaggio stessa diffuse una nota di manutenzione alle officine suggerendo di sostituire scatola filtro e carburatore con lo starter inglobato.

#### Vespa VBB1 150
Nasce nel 1961, succedendo alla VBA della quale eredita il motore, che già aveva subito importanti modifiche, Viene introdotta la quarta marcia. Il motore della VBA1 ha un funzionamento con miscela al 2% di olio, permettendo costi di gestione ancora più bassi e un funzionamento più regolare, oltre a ridurre le emissioni ed avere una notevole affidabilità. Con poche modifiche, è ancora in produzione e utilizzato sulla Vespa 125 e 150 PX.

#### Vespa GS 160

La soubrette televisiva Gloria Paul ritratta in sella a una Vespa

La Vespa 160GS, prodotta dal 1962 al 1964, è il modello sportivo che va a sostituire la 150 GS. All'epoca rappresenta il modello di Vespa con cilindrata più alta mai prodotta.
Rispetto alla Vespa 150 GS gode di telaio e motore completamente nuovi, un'inedita sospensione anteriore in cui l'ammortizzatore integra la molla (soluzione che verrà poi ripresa su tutti i modelli Small Frame e sulla serie PX), ruota di scorta integrata sotto la pancia sinistra, un inedito cassettino portaoggetti ricavato posteriormente. Quest'ultimo, è peculiarità esclusiva dei primi esemplari prodotti, identificati come "160 GS prima serie". Nella serie successiva verrà adottato, per la prima volta, il bauletto anteriore, fissato sul retro dello scudo. Rappresenta il meglio della produzione: è veloce ed elegante, raggiunge 103 km/h di velocità massima, grazie ad 8,9 cv di potenza massima. Veniva prodotta in tinta grigio chiara o bianca e con sella abbinata. Verrà sostituita nel 1964 dalla Vespa 180 SS.

#### Vespa 180 SS
La Vespa 180SS (Super Sport), prodotta dal 1964 al 1968, sigla telaio VSC1T.... è il modello sportivo che va a sostituire la 160 GS. All'epoca rappresentava il modello di Vespa con cilindrata più alta mai prodotta. Era alimentata con miscela al 5%, aveva la ruota di scorta posizionata sotto la pancia sinistra e furono adottati sia il bauletto anteriore, fissato sul retro dello scudo che il manubrio e faro trapezoidale della 150 GL. È stata prodotta in due versioni, una con commutatore chiave avviamento sopra il manubrio e batteria (come il GS 160), e una seconda serie senza chiave, batteria. Rappresenta il meglio della produzione: è veloce, confortevole ed elegante, raggiunge 105 km/h di velocità massima, grazie ad 10 cv di potenza massima.

#### Vespa Rally 180
Nata nel 1968 con telaio nº VSD1T 001001 e prodotta fino al 1973 VSD1T 0027495 montava una marmitta ad alto rendimento ma molto silenziata, crogiuolo di tecnologia per l'epoca; carburatore Dell'Orto SI20/20. Disponibile in quattro colori: giallo positano, giallo arancio, giallo cromo e argento metallico.

Il pezzo forte di casa Piaggio, successore del GS: la Vespa 180 Rally.
Il motore ha sempre la stessa cilindrata della 180 S.S. ma cambia radicalmente nel sistema di alimentazione: il vecchio sistema a luci incrociate lascia spazio all'ammissione rotante comandata dalla spalla dell'albero motore, soluzione già sperimentata dalla Piaggio ma su cubature minori. In realtà i 180 cm³ della Vespa Rally sono dati da una variazione lieve di alesaggio e corsa che ora passano rispettivamente a 63,5 mm. x 57 mm. Anche la marmitta è nuova, più performante e silenziosa.
Esteticamente è un mix tra la 180 S.S. e la Sprint ad eccezione del manubrio che è di nuovo disegno, faro, manopole e contachilometri compresi. Sulla forcella c'è un ritorno al passato con molla separata dall'ammortizzatore.

#### Vespa Rally 200

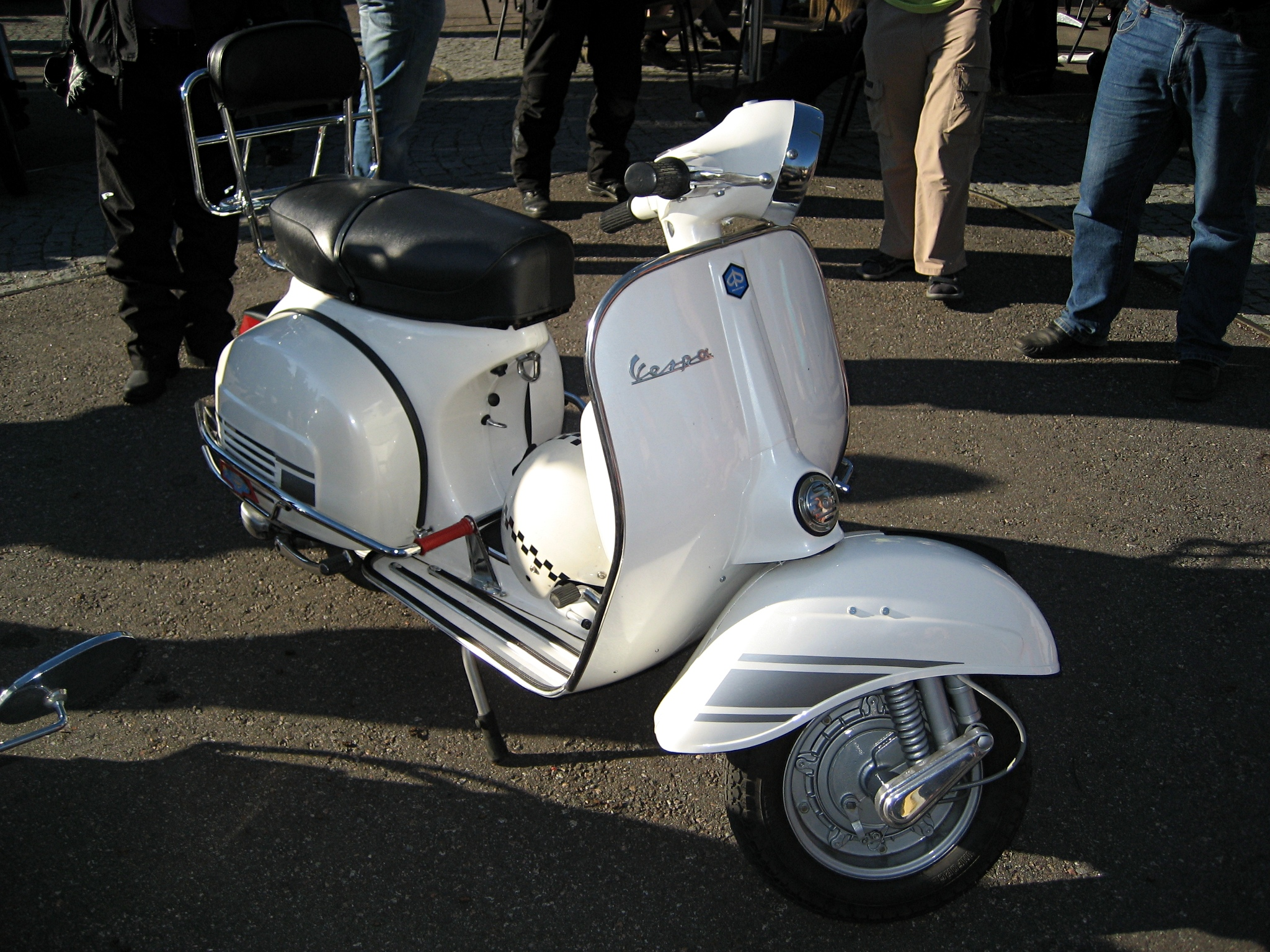
Vespa Rally 200

La Vespa Rally 200, modello derivato dal 180 rally, è uno scooter studiato per gli spostamenti veloci. Fu il modello di Vespa più veloce e potente mai realizzato da casa Piaggio, prodotta dal 1972 al 1979 vantava una velocità di ben 116 km/h e ben 12 cv.

La linea della 200 (successiva al 180) era arricchita da strisce adesive di colore bianco sui cofani e sul parafango, che andavano ad indicare il pregio dell'elettronica (c'erano le scritte electronic) di cui era priva l'antenata 180.

È stato uno dei modelli ad essere dotato di accensione elettronica e come optional vantava il miscelatore automatico.

È una delle vespe più affidabili e ricercate.

#### Vespa ET2 50

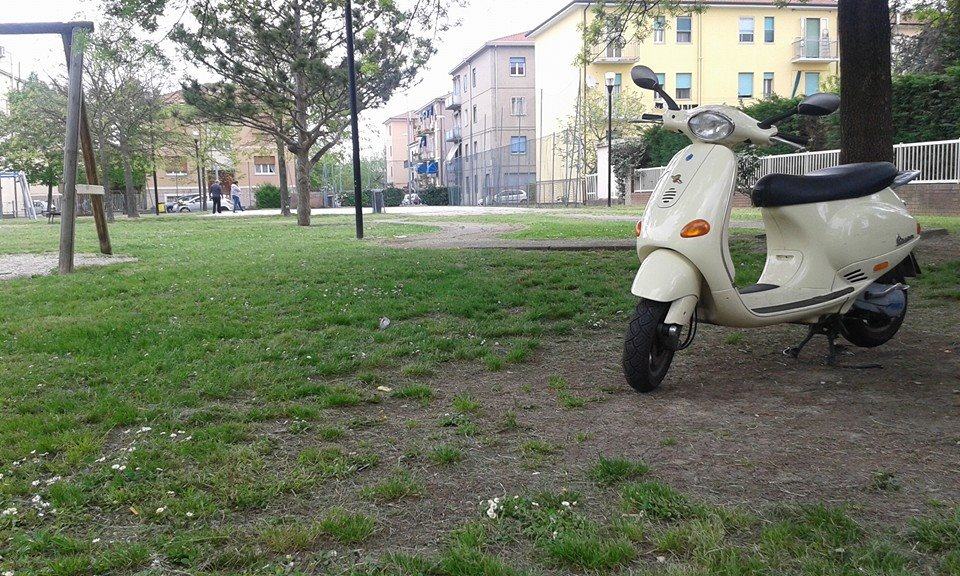
Vespa ET2 50

La vespa ET2 50 è stata prodotta in due versioni: carburatore (ø12) e injection (con sistema a iniezione pneumatica senza centralina) È stata prodotta dal 1997 al 1998 e successivamente in una seconda serie in allestimento cat dal 2000 al 2006, quando è stata sostituita dal modello ET4.
Il modello è dotato di motore posto centralmente rispetto al baricentro del mezzo, accensione elettronica, avviamento elettrico, avviamento a pedale e freno a disco anteriore.

#### Tabella riepilogativa
| Telaio piccolo         | Telaio piccolo                  | Telaio piccolo  | Telaio piccolo  | 125 cm³                | 125 cm³            | 125 cm³         | 125 cm³         | 150 - 200 – 300 cm³    | 150 - 200 – 300 cm³     | 150 - 200 – 300 cm³ | 150 - 200 – 300 cm³ |
| Anno inizio produzione | Modello                         | Nº serie telaio | Nº serie motore | Anno inizio produzione | Modello            | Nº serie telaio | Nº serie motore | Anno inizio produzione | Modello                 | Nº serie telaio     | Nº serie motore     |
| ---------------------- | ------------------------------- | --------------- | --------------- | ---------------------- | ------------------ | --------------- | --------------- | ---------------------- | ----------------------- | ------------------- | ------------------- |
| 1946                   | V98 "Farobasso", V98 "Amaranto" | V98             | V98M            |                        |                    |                 |                 | 1977                   | Vespa P200E             | VSX1T               | VSE1M               |
| 1963                   | Vespa 50N                       | V5A1T           | V5A1M           | 1948                   | Vespa125           | V1T - V15T      | V1M-V15M        | 1954                   | Vespa 150               | VL1T                | VL1M                |
| 1969                   | Vespa 50R                       | V5A1T           | V5A1M e V5A2M   | 1950                   | Vespa125           | V30T - V33T     | V30M-V33M       | 1955                   | Vespa 150               | VL2T                | VL2M                |
| 1966                   | Vespa 50L                       | V5A1T           | V5A1M           | 1952                   | Vespa125           | VM1T            | VM1M            | 1956                   | Vespa 150               | VL3T                | VL3M                |
| 1969                   | 50 Special                      | V5A2T           | V5A2M           | 1953                   | Vespa125           | VM2T            | VM2M            | 1957                   | Vespa 150               | VB1T                | VB1M                |
| 1972                   | 50 Special                      | V5B1T           | V5A2M           | 1954                   | Vespa125           | VN1T            | VN1M            | 1959                   | Vespa 150               | VBA1T               | VBA1M               |
| 1975                   | 50 Special                      | V5B3T           | V5A4M           | 1956                   | Vespa125           | VN2T            | VN2M            | 1960                   | Vespa 150               | VBB1T               | VBB1M               |
| 1975                   | 50 Elestart                     | V5A3T           | V5A3M           | 1957                   | Vespa125           | VNA1T           | VNA1M           | 1962                   | Vespa 150               | VBB2T               | VBB2M               |
| 1972                   | 50 Elestart                     | V5B2T e V5B1T   | V5B2M           | 1958                   | Vespa125           | VNA2T           | VNA2M           | 1965                   | Vespa 150 Super         | VBC1T               | VBC1M               |
| 1975                   | 50 Elestart                     | V5B4T           | V5B4M           | 1959                   | Vespa125           | VNB1T           | VNB1M           | 1957                   | Vespa 150 GL            | VGL1T               | VGL1M               |
| 1963                   | 50S                             | V5SAIT          | V5A3M           | 1961                   | Vespa125           | VNB2T           | VNB2M           | 1959                   | Vespa 150 GL            | VGLA1T              | VGLA1M              |
| 1965                   | 50SS                            | V5SS1T          | V5SS1M          | 1961                   | Vespa125           | VNB3T           | VNB3M           | 1961                   | Vespa 150 GL            | VGLB1T              | VGLB1M              |
| 1971                   | 50 Sprinter                     | V5SS2T          | V5SS2M          | 1962                   | Vespa125           | VNB4T           | VNB4M           | 1965                   | Vespa 150 Sprint        | VLB1T               | VLB1M               |
| 1982                   | PK50                            | V5X1T           | V5X1M           | 1963                   | Vespa125           | VNB5T           | VNB5M           | 1962                   | Vespa 150 GL            | VLA1T               | VLA1M               |
| 1982                   | PK50S                           | V5X2T           | V5X1M           | 1964                   | Vespa125           | VNB6T           | VNB6M           | 1965                   | Vespa 150 Sprint        | VLB1T               | VLB1M               |
| 1982                   | PK50S Elestart                  | V5X2T           | V5X1M           | 1965                   | Vespa125 Super     | VNC1T           | VNC1M           | 1966                   | Vespa 150 Sprint Veloce | VLB1T               | VLB1M               |
| 1982                   | Automatica PK50S                | VA51T           | VA51M           | 1961                   | Vespa125 GT        | VNT             | VNM             | 1955                   | Vespa 150 GS            | VS1T                | VS1M                |
| 1984                   | Automatica PK50S Elestart       | VA51T           | VA51M           | 1961                   | Vespa125 GT        | VNT1T           | VNM1M           | 1956                   | Vespa 150 GS            | VS2T                | VS2M                |
| 1986                   | PK50XLS Plurimatic              | VA51T           | VA51M           | 1965                   | Vespa125 GT        | VNL2T           | VNL2M           | 1957                   | Vespa 150 GS            | VS3T                | VS3M                |
| 1985                   | PK50 XL                         | V5X3T           | V5X1M           | 1968                   | Vespa125 GTR       | VNL2T           | VNL2M           | 1958                   | Vespa 150 GS            | VS4T                | VS4M                |
| 1985                   | PK50 XL Elestart                | V5X3T           | V5X1M           | 1975                   | Vespa 125 TS       | VNL3T           | VNL3M           | 1958                   | Vespa 150 GS            | VS5T                | VS5M                |
| 1980                   | Vespa P80                       | V8A1T           | V8A1M           | 1977                   | Vespa P125X        | VNX1T           | VNL3M           | 1962                   | Vespa 160 GS            | VSB1T               | VSB1M               |
| 1984                   | Vespa P80X                      | V8X1T           | V8X1M           | 1981                   | Vespa PX125E       | VNX2T           | VNX1M           | 1964                   | Vespa 180 SS            | VSC1T               | VSC1M               |
| 1982                   | Vespa PK80S                     | V8X5T           | V8X5M           | 1985                   | Vespa T5           | VNX5T           | VNX5M           | 1968                   | Vespa Rally 180         | VSD1T               | VSD1M               |
| 1983                   | PK80S Elestart                  | V8X5T           | V8X5M           | 1997                   | Vespa ET4          | ?               | ?               | 1972                   | Vespa Rally 200         | VSE1T               | VSE1M               |
| 1963                   | Vespa 90                        | V9A1T           | V9A1M           | 2003                   | Vespa GT125L       | ?               | ?               | 1978                   | Vespa P150X             | VLX1T               | VLX1M               |
| 1965                   | 90SS                            | V9SS1T          | V9SS1M          |                        |                    |                 |                 | (1982)                 | Vespa PX150E            | VLX1T               | VLX1M               |
| 1971                   | 90R                             | V9SS2T          | V9SS2M          |                        |                    |                 |                 | ?                      | Vespa P150S             | VBX1T               | VBX1M               |
| 1978                   | 100                             | V9B1T           | V9B1M           |                        |                    |                 |                 | 1994                   | Vespa PX200E            | VSX1T               | VSE1M               |
| 1978                   | 100 Sport                       | V9B1T           | V9B1M           |                        |                    |                 |                 | 1987                   | Vespa Cosa 150 CL       | VLR1T               | VLR1M               |
|                        | PK 100S                         | V9X1T           | VIX1T           |                        |                    |                 |                 | 1988                   | Vespa Cosa 150 CLX      | VLR1T               | VLR1M               |
|                        | PX100E                          | VIX1T           | VIX1T           |                        |                    |                 |                 | 1991                   | Vespa Cosa 150 FL       | VLR2T               | VLR2M               |
| 1965                   | Vespa 125                       | VMA1T           | VMA1M           |                        |                    |                 |                 | 1996                   | Vespa ET4               | ?                   | ?                   |
| 1967                   | Vespa 125 Primavera             | VMA2T           | VMA2M           |                        |                    |                 |                 | 1999                   | Vespa ET4 Leader 150    | ZAPM190             | M191M               |
| 1976                   | Primavera 125 ET3               | VMB1T           | VMB1M           |                        |                    |                 |                 | 2003                   | Vespa Granturismo 125L  | ZAPM31100           | M314M               |
| 1982                   | PK125                           | VMX1T           | VMX1M           |                        |                    |                 |                 | 2005                   | Vespa GTS 250i.e.       | ?                   | ?                   |
| 1983                   | PK125S                          | VMX5T           | VMX5M           | 2009                   | Vespa GTS 125Super | ?               | ?               | 2008                   | Vespa GTS 300 Super     | ZAPM452             | M452M               |
| 1983                   | PK125S Elestart                 | VMX5T           | VMX5M           |                        |                    |                 |                 |                        |                         |                     |                     |
| 1984                   | P125 ETS                        | VMS1T           | VMS1M           |                        |                    |                 |                 |                        |                         |                     |                     |
| 1988                   | Vespa PK 50 XL RUSH             | V5X4T           | V5X2M           |                        |                    |                 |                 |                        |                         |                     |                     |
| 1989                   | Vespa 50 N                      | V5X5T           | V5X2M           |                        |                    |                 |                 |                        |                         |                     |                     |
| 1990                   | Vespa 50 FL2                    | V5N1T           | V5N1M           |                        |                    |                 |                 |                        |                         |                     |                     |
| 1991                   | Vespa 50 HP                     | V5N2T           | V5N2M           |                        |                    |                 |                 |                        |                         |                     |                     |
| 1997                   | Vespa ET2                       | ZAPC16000       | C161M           |                        |                    |                 |                 |                        |                         |                     |                     |

### Ventunesimo secolo

#### Vespa LX
Uscita in occasione del sessantenario della nascita del marchio Vespa, il modello LX riprende esteticamente le linee dei vecchi modelli in versione moderna. Dalla versione originale vennero derivate anche la Vespa LXV e la Vespa S.

#### Vespa GT 60º
Al Salone di Milano del 2005 fu presentata la show bike Vespa GT-60. Questo prototipo derivava dal modello GTS 250ie ABS introdotto qualche mese prima sul mercato. Gli elementi distintivi erano il faro anteriore sul parafango e il manubrio in tubo d'acciaio a vista che ricollegavano la moderna Vespa serie GT alla prima Vespa 98. Inoltre, la GT-60 differiva dalla Vespa GTS per la sella in pelle marrone, formata da due elementi separati.
Nonostante la smentita di un'eventuale produzione del prototipo GT-60, il 27 aprile 2006 Piaggio presentò alla stampa internazionale la versione di serie denominata Vespa GT 60º, in occasione del 60º anniversario che fu celebrato al Museo Giovanni Alberto Agnelli di Pontedera (PI). Il successivo 11 maggio, in occasione del raduno mondiale Vespa Day tenutosi a Roma come da tradizione, la Vespa GT 60º fu presentata al grande pubblico.
La Vespa GT 60º confermava l'equipaggiamento della show bike da cui derivava e che comprendeva il cupolino sportivo fumé, la strumentazione con grafica rétro composta da display a cristalli liquidi e strumenti analogici circolari, cromature e la colorazione Grigio 725 della carrozzeria. L'unica differenza tra il prototipo e la versione di serie fu l'utilizzo della pelle nera con cuciture a vista nello stesso colore della carrozzeria per la sella composta da due elementi separati. È stata prodotta in soli 999 esemplari, al prezzo unitario di 6.500 euro.

#### Vespa ET4
La Vespa ET4 nasce nel 1996 in occasione del cinquantenario della nascita della Vespa ed è la prima a montare un motore a 4 tempi. Una small frame automatica con avviamento elettrico o a pedalina e con la tradizionale scocca portante in acciaio. Munita di freno a disco anteriore e tamburo posteriore. I motori disponibili sono da 50, 125 e 150 cc.
Dalla sua presentazione e fino all'inizio del 2000 era equipaggiata con il motore 125 a 4 Tempi da 12 cavalli di potenza, sigla motore M041M, portato al debutto l'anno precedente dal Piaggio Sfera 125 e abbinato esclusivamente al variatore automatico. Il motore in questione è già conforme alla normativa Euro 1. Nel 1999 alla versione da 125 venne affiancata la versione 150 con il motore 4 tempi della famiglia Leader con 12,5 CV di potenza; si poteva subito riconoscere dagli indicatori di direzione trasparenti. La tecnologia Leader fu adottata dalla motorizzazione 125 nel 2000. Nel 2000 fu annunciata la versione 50 a 4 tempi con il motore HiPer4 omologato Euro 1.

#### Vespa Granturismo
La Granturismo è, nella storia della Vespa, il 138º modello realizzato ed è stata introdotta sul mercato nel 2003, per affiancare i già esistenti modelli ET2, ET4 e PX, ponendosi al top di gamma.
Adotta alcune novità tecniche importanti rispetto al passato, come il raffreddamento a liquido, i freni a disco anteriori e posteriori da 220 mm e le ruote da 12 pollici (120/70 all'anteriore e 130/70 al posteriore). Fu confermata, invece, la scocca portante in acciaio che assicura il 250% in più di rigidità torsionale rispetto al telaio dei classici scooter con carrozzeria in plastica.
I motori disponibili erano i 125 da 15 CV e 200 da 20 CV della linea LEADER a carburatore, a 4 tempi e 4 valvole, in regola con la normativa Euro 2. Per quanto riguarda le prestazioni, la Granturismo raggiungeva la velocità massima di 102 km/h con il motore 125 e 119 km/h con il motore 200. Tra le altre caratteristiche, aveva il serbatoio da 10 litri e pesava 138 kg. Aveva il doppio cavalletto (laterale e centrale), il portapacchi in alluminio e il vanno sottosella per due caschi jet. Le colorazioni disponibili erano 6: i pastelli Alabastro e Nero Lucido, più i metallizzati Verde Vintage, Grigio Smoky, Blu Reale e Grigio Platino.
La gamma era composta da due versioni: la 125L in vendita al prezzo di lancio di 3.555 euro e la 200L in vendita al prezzo di lancio di 3.895 euro. La sigla del numero di telaio della 125L era ZAPM31100 con motorcode M314M mentre per la 200L il numero di telaio era ZAPM31200 mentre il motorcode era M312M.
Nel 2005 la Granturismo subisce delle piccole modifiche estetiche ovvero cambia il rivestimento della sella e lo stop diventa tutto di colore rosso. Si aggiungono nuove colorazioni ovvero il grigio excalibur (argento), il bianco, il bianco diamante, il nero metallizzato, prugna audace e il blu scuro metallizzato. La sigla del numero di telaio della 125L diventava nel 2005 ZAPM31101 con motorcode M314M.
Nel 2006 la Granturismo 125L continua a vivere e subisce altre tre piccole modifiche ovvero viene montato di serie l'ammortizzatore anteriore con molla cromata, le griglie destra e sinistra del bauletto anteriore passano dal colore grigio al colore nero ed infine con l'omologazione del motore in euro 3 alla marmitta viene modificata la griglia paracalore da quella in plastica a quella in acciaio e cromata. La sigla del numero di telaio diventava nel 2006 ZAPM31301 con motorcode M315M. Le colorazioni nel 2006 si riducono solo a 4 che erano: il grigio excalibur (argento), prugna audace, il nero metallizzato e il blu scuro metallizzato. Nel 2006 è uscita di scena la Granturismo 200L, per far posto alla Vespa GTS introdotta l'anno precedente.
La Granturismo 125L è uscita definitivamente di scena nel corso del 2007.

#### Vespa GTS
Si tratta della versione restyling della moderna Granturismo che prima ha affiancato e poi sostituito. Ha debuttato sul mercato nel mese di maggio 2005 ed inizialmente era disponibile nella sola versione 250ie, equipaggiata con il motore monocilindrico Quasar a 4 tempi e 4 valvole.

#### Vespa GTS 300 Super
La GTS 300 Super è, nella storia della Vespa, il 145º modello realizzato in serie dalla casa di Pontedera. La sua presentazione ufficiale è avvenuta nel corso del 2009.

#### Vespa 946

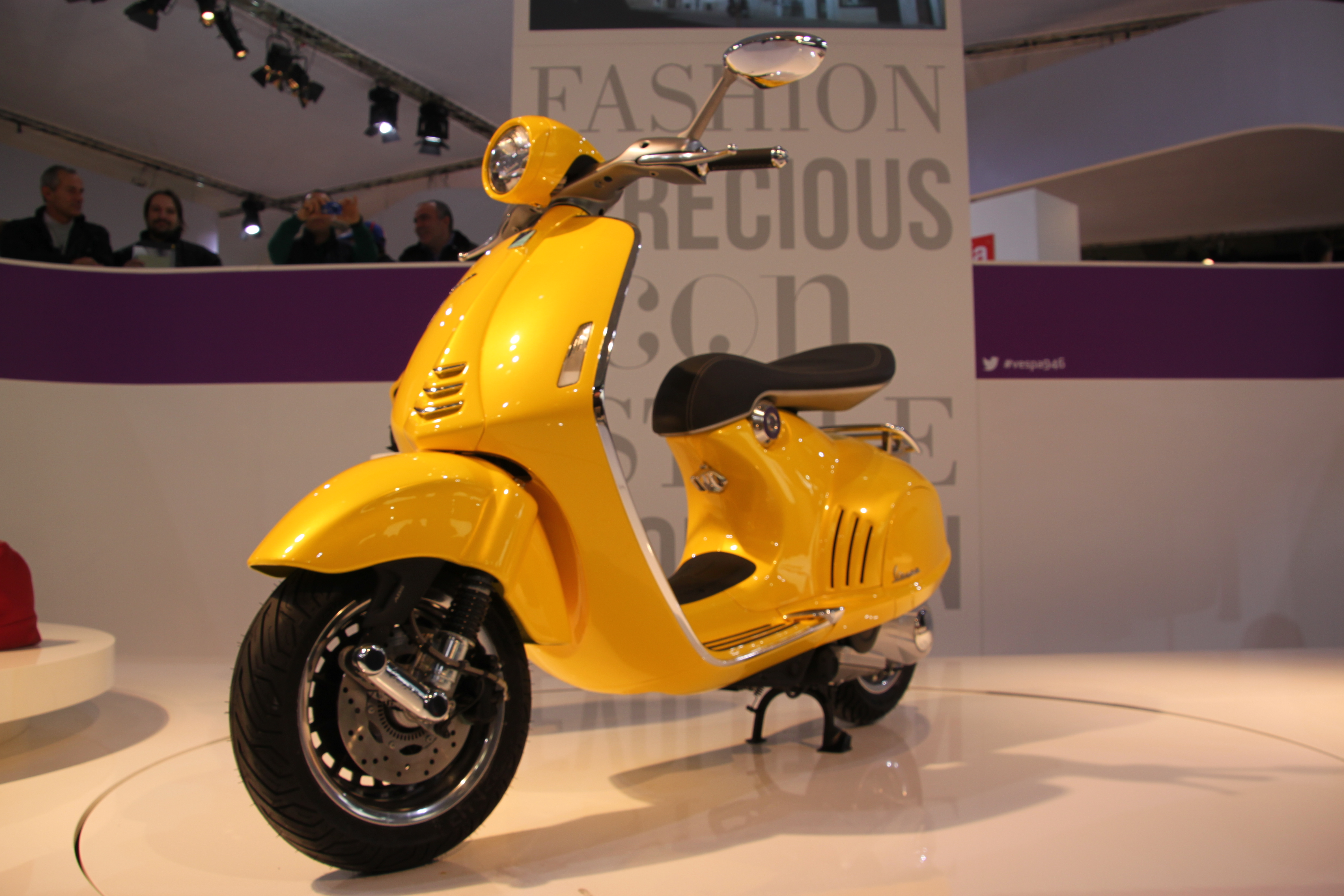
Vespa 946

La Vespa 946 è stata presentata per la prima volta a Milano all'EICMA 2012.
È un modello innovativo rispetto ai precedenti, infatti pur mantenendo le tipiche linee che contraddistinguono la Vespa, possiede alcune modifiche come le ruote più grandi o le prese d'aria posizionate di fianco al sellino; similmente ai primi storici modelli il sellino, nella parte terminale si stacca e rimane "sospeso" dal telaio. Il faretto posteriore è integrato nella carrozzeria.
Il particolare nome "946" deriva dal fatto che proprio nel 1946 Enrico Piaggio depositò all'ufficio brevetti di Firenze il progetto originario della Vespa, cui la 946 si richiama esplicitamente nelle sue forme.
Il telaio è in alluminio invece che in acciaio, particolare che la rende più leggera e notevolmente più costosa.

#### Vespa 946 Armani
Dalla collaborazione dei due marchi, Vespa e Armani, nasce la Vespa 946 Emporio Armani, una serie limitata pensata per celebrare i 40 anni della Fondazione Giorgio Armani e i 130 anni di vita del Gruppo Piaggio. Lo scooter non si discosta dall’iconica due ruote originaria, che, come ricorda il nome stesso, nacque nel 1946, unendo lo stile della famosa casa di moda milanese.

#### Vespa Primavera e Sprint
Erede del modello LX, la Primavera rappresenta la nuova generazione delle "small frame" disponibile con motori 50, 125 e 150. Venne lanciata nel novembre del 2013 e da esse ne è stata ricavata anche la serie Sprint lanciata nel 2014, con dettagli estetici più sportivi. Riprende esteticamente parte delle linee della Vespa Primavera del 1967 mixate a quella della recente 946.

#### Vespa 70º anniversario
Nel settantesimo anniversario della nascita della Vespa, il Gruppo Piaggio rende omaggio all’icona italiana famosa in tutto il mondo proponendo una serie di personalizzazioni che riguardano la Vespa Primavera, la Vespa GTS e la Vespa PX. Per ciascuno di questi modelli l’allestimento prevede la variante cromatica “Azzurro 70”, una speciale verniciatura dei cerchi e una caratterizzazione estetica che comprende un logo speciale sulle fiancate e la targhetta identificativa fissata sul contro-scudo.

#### (VESPA 946) RED
Questa Vespa speciale è stata realizzata in collaborazione con (RED), un'organizzazione con marchio no-profit, i cui derivati vengono devoluti al Fondo globale per la lotta all'Aids, la tubercolosi e la malaria. Il marchio è posseduto da Bobby Shriver, attivista statunitense, e Bono Vox, leader del gruppo rock irlandese U2. (VESPA 946) RED è la versione 2017 di Vespa 946; le Vespa prodotte nella partnership sono commercializzate in Europa, Asia, Area del Pacifico e Stati Uniti.

#### Vespa Elettrica

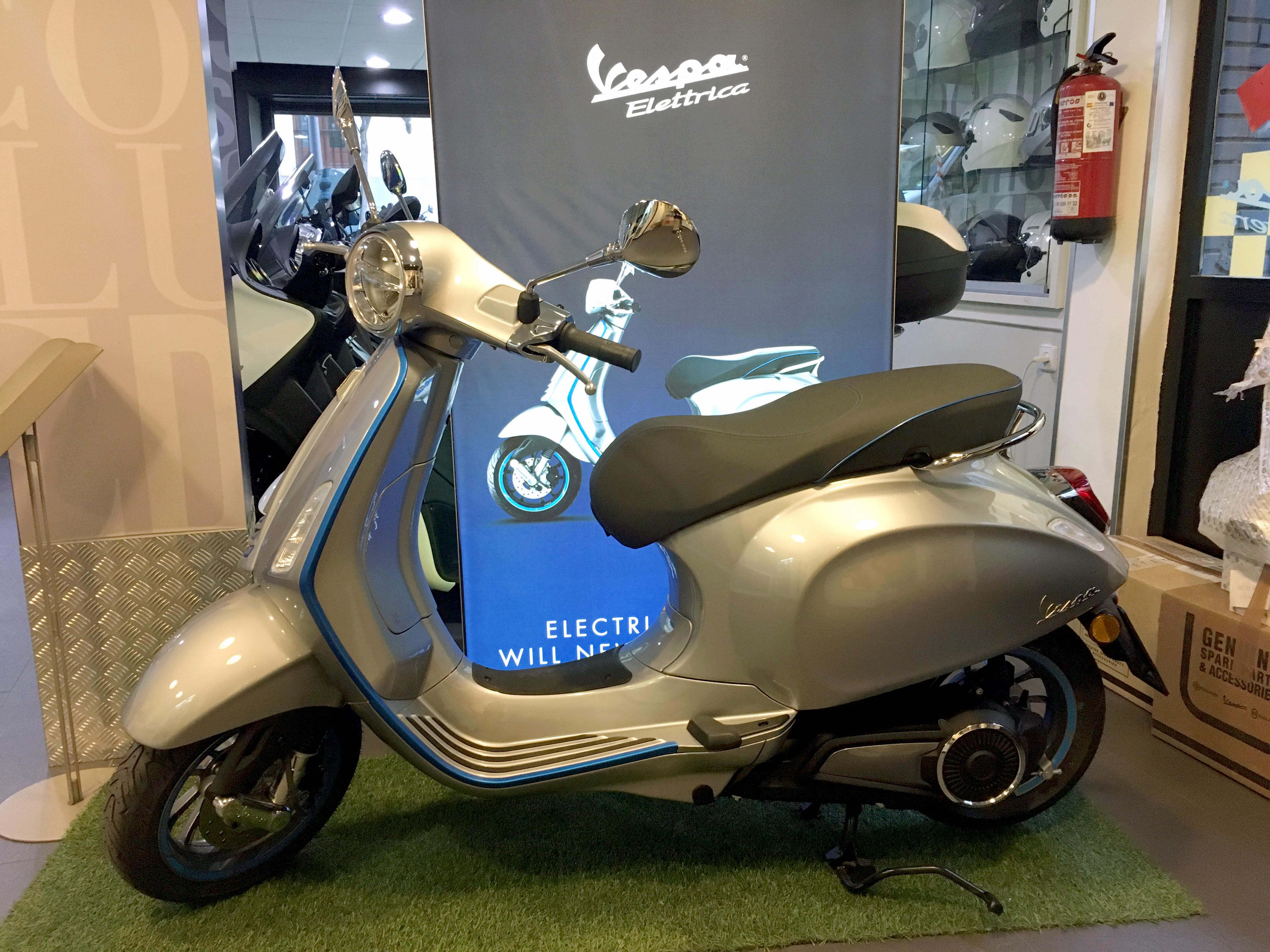
Vespa Elettrica

La Vespa Elettrica è stata svelata all'EICMA 2017. Il veicolo, basata sulla meccanica della Primavera, presenta un motore elettrico con potenza continua di 2 kW (2,7 CV) e di picco pari a 4 kW (5,4 CV). L'autonomia dichiarata è di 100 km, ma la versione X - una sorta di ibrido con motore termico a benzina da 100 cc - estende il raggio d'azione di ulteriori 150 km per complessivi 250 km. La ricarica avviene tramite un cavo posizionato sottosella compatibile sia con una normale presa a muro che colonnine di ricarica (operazione che si completa in 4 ore).

#### Vespa Elettrica RED
Ad EICMA 2021 viene presentata Vespa Elettrica RED realizzata in partnership tra Gruppo Piaggio e (RED), l’organizzazione no profit fondata da Bono e Bobby Shriver. In questa versione la scocca in acciaio, così come la sella e anche i cerchi ruota, sono verniciati in rosso. Per ogni esemplare venduto 100 USD verranno devoluti al Fondo globale per la lotta all'Aids, la tubercolosi e la malaria.

## La Vespa e il Piaggio P.108
In genere si ritiene che il famoso scooter sviluppato dalla ditta di Pontedera nel 1946 sia intimamente collegato al grande aereo quadrimotore, in quanto:
- le ruote della Vespa sarebbero i ruotini di coda del quadrimotore;
- il motore della Vespa sarebbe un motorino di avviamento dei motori radiali dell'aereo.

I due fatti in realtà sono solo due leggende metropolitane. Per la precisione, i motori radiali Piaggio, come buona parte dei motori italiani di quel periodo utilizzavano l'aria compressa proveniente da una bombola caricata da un "aviocompressore" Garelli, con caratteristiche diverse da quelle dei primi motori apparsi sulla Vespa. Negli archivi della Piaggio non vi è inoltre traccia di utilizzo di componenti aeronautici nel motociclo. Anche se nessun pezzo deriva da quello di un aereo, di "aeronautico" vi è comunque l'ideatore, Corradino D'Ascanio, ed il supporto "monotubo" della ruota anteriore, derivato da quello dei carrelli degli aerei. Anche la struttura portante in lamiera della Vespa è collegabile ai "rivestimenti lavoranti", impiegati nel settore aeronautico (e in questo senso determinante fu l'operato dell'ingegner Renzo Spolti, che proveniva appunto dal settore aeronautico, e che progettò il progenitore della Vespa, la MP5 - Moto Piaggio Paperino).

## Galleria d'immagini

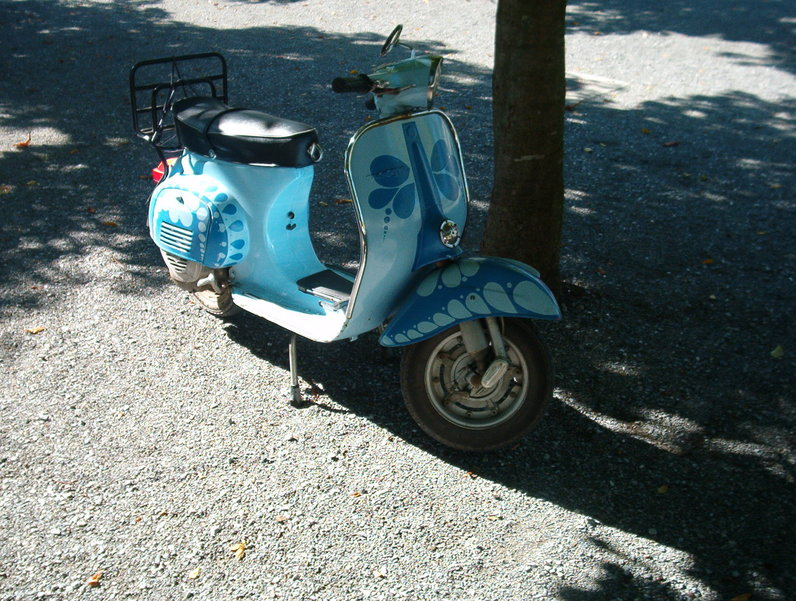
Vespa decorata
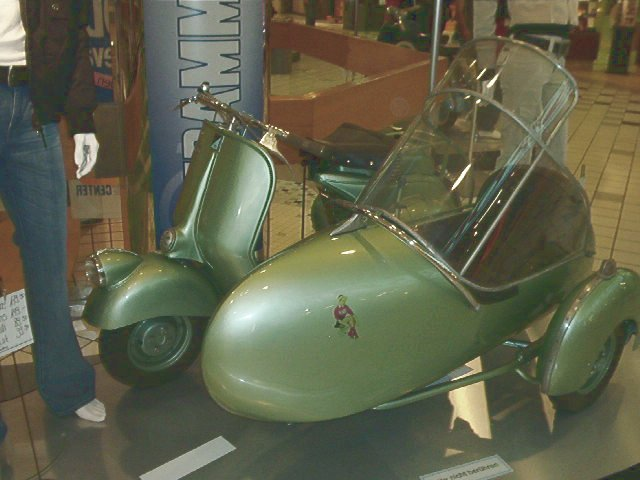
Vespa versione motocarrozzetta
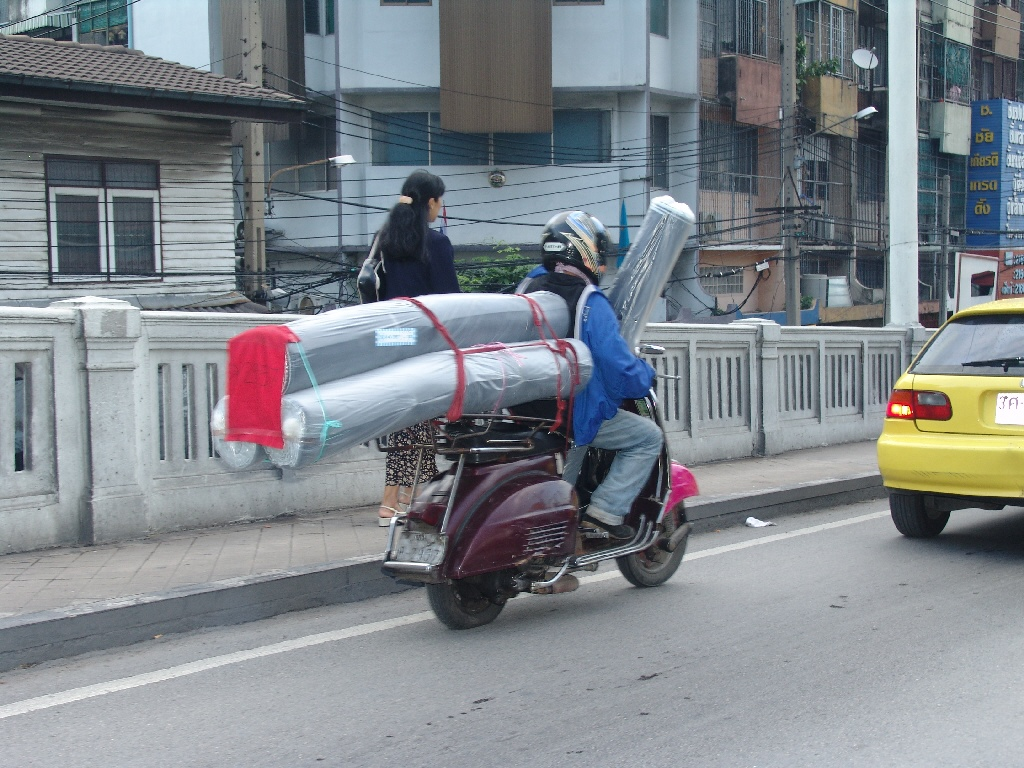
Vespa da trasporto
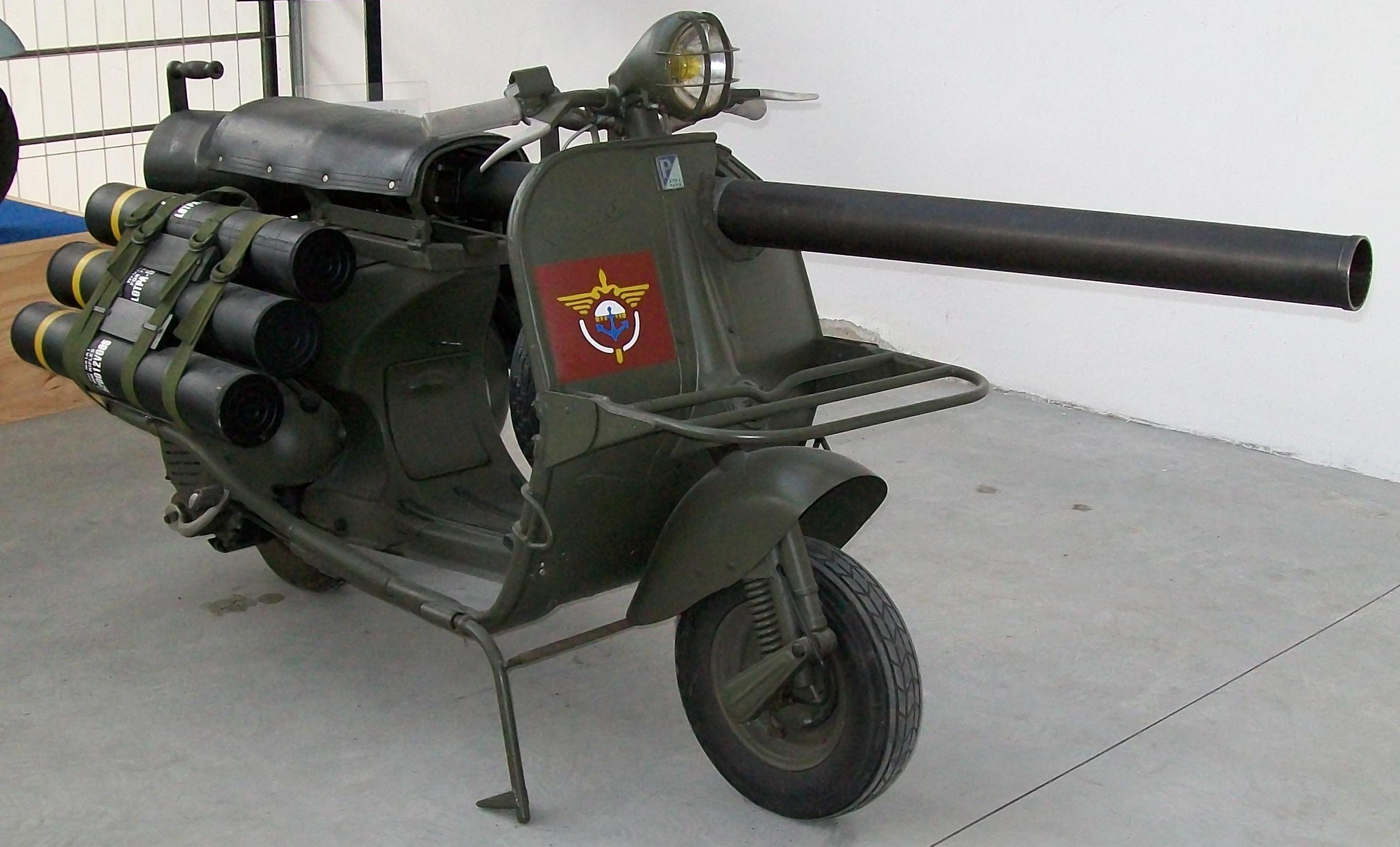
Piaggio Vespa 150 TAP
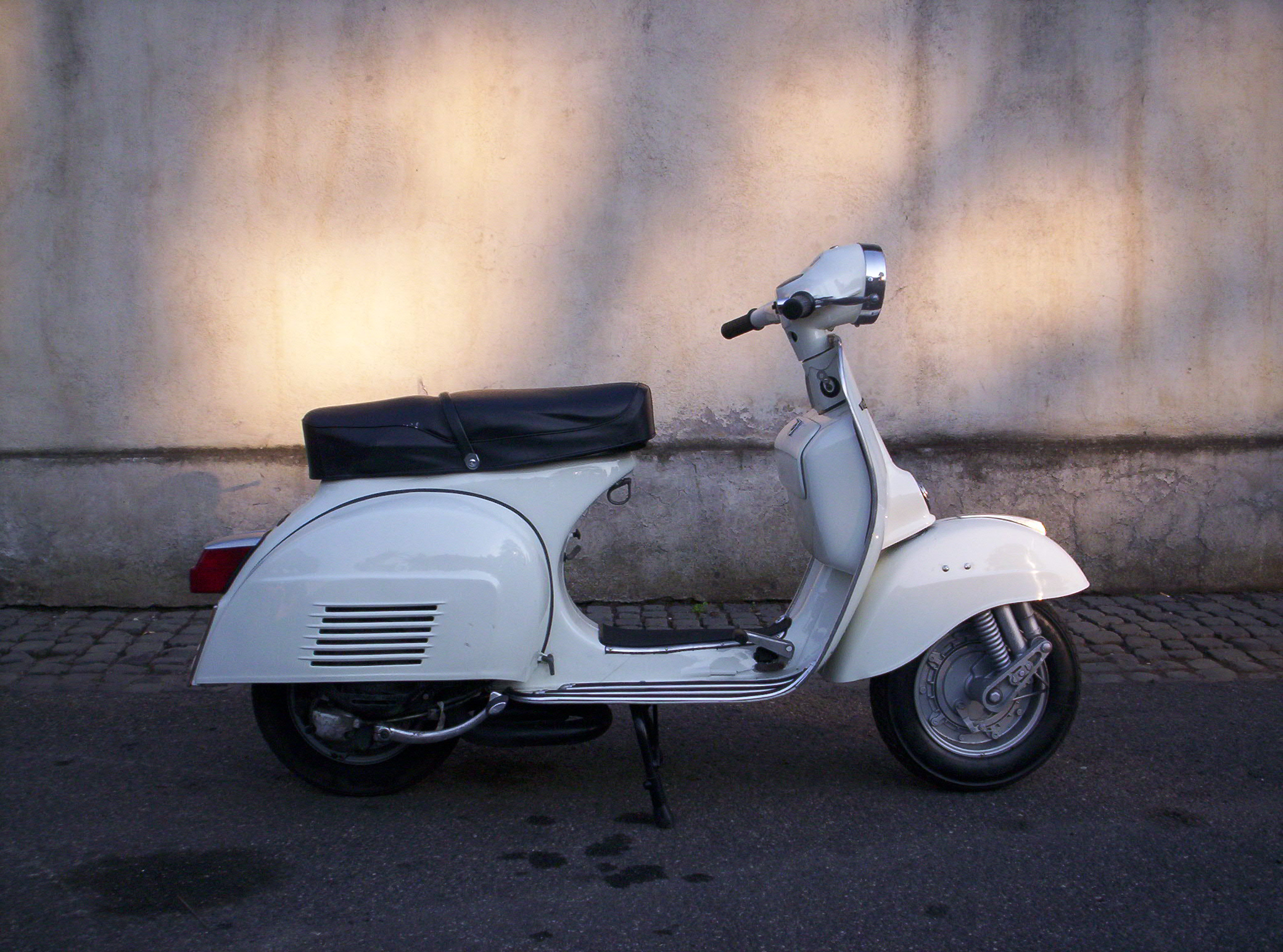
Piaggio Vespa 125 TS
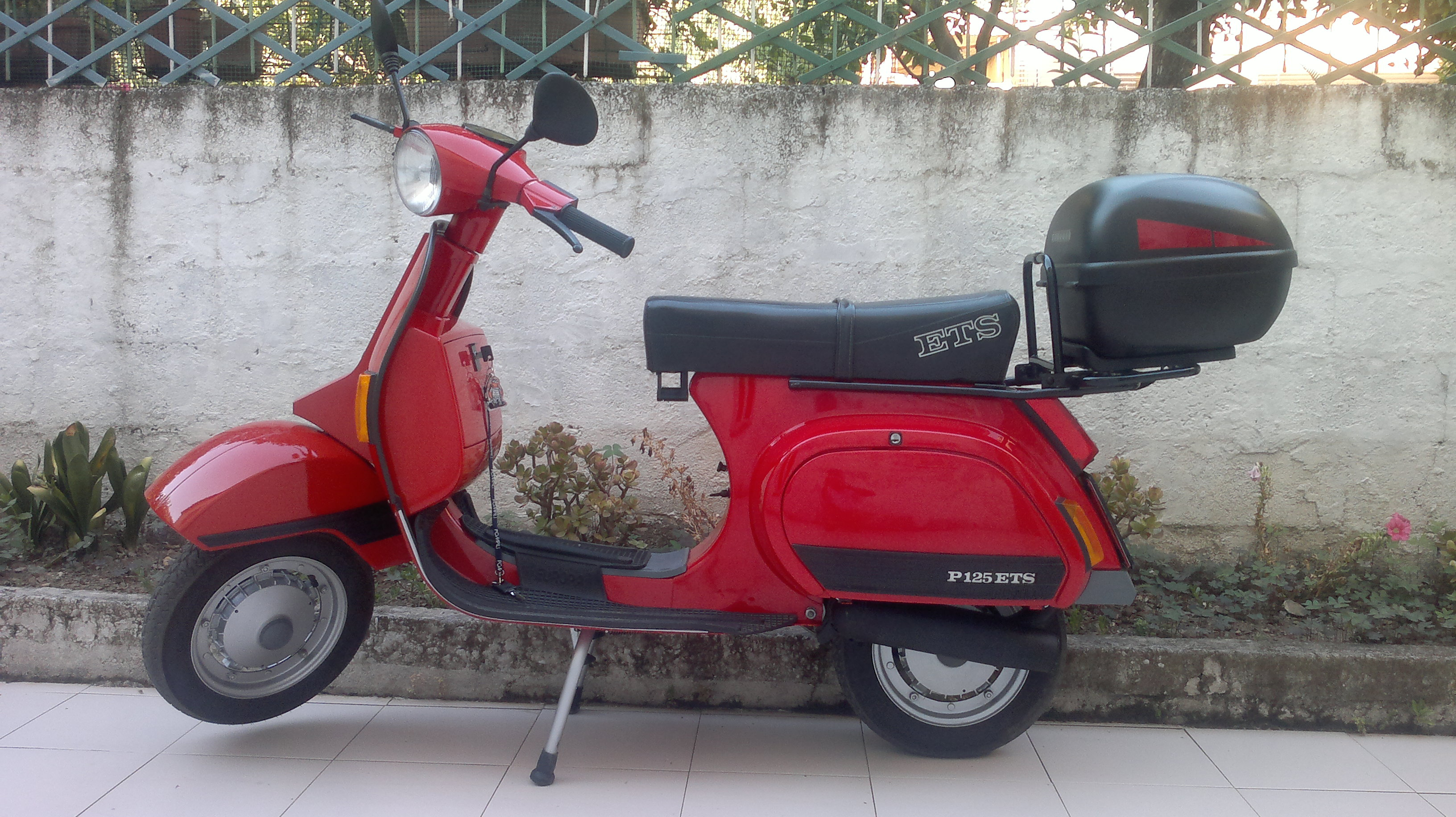
Vespa accessoriata
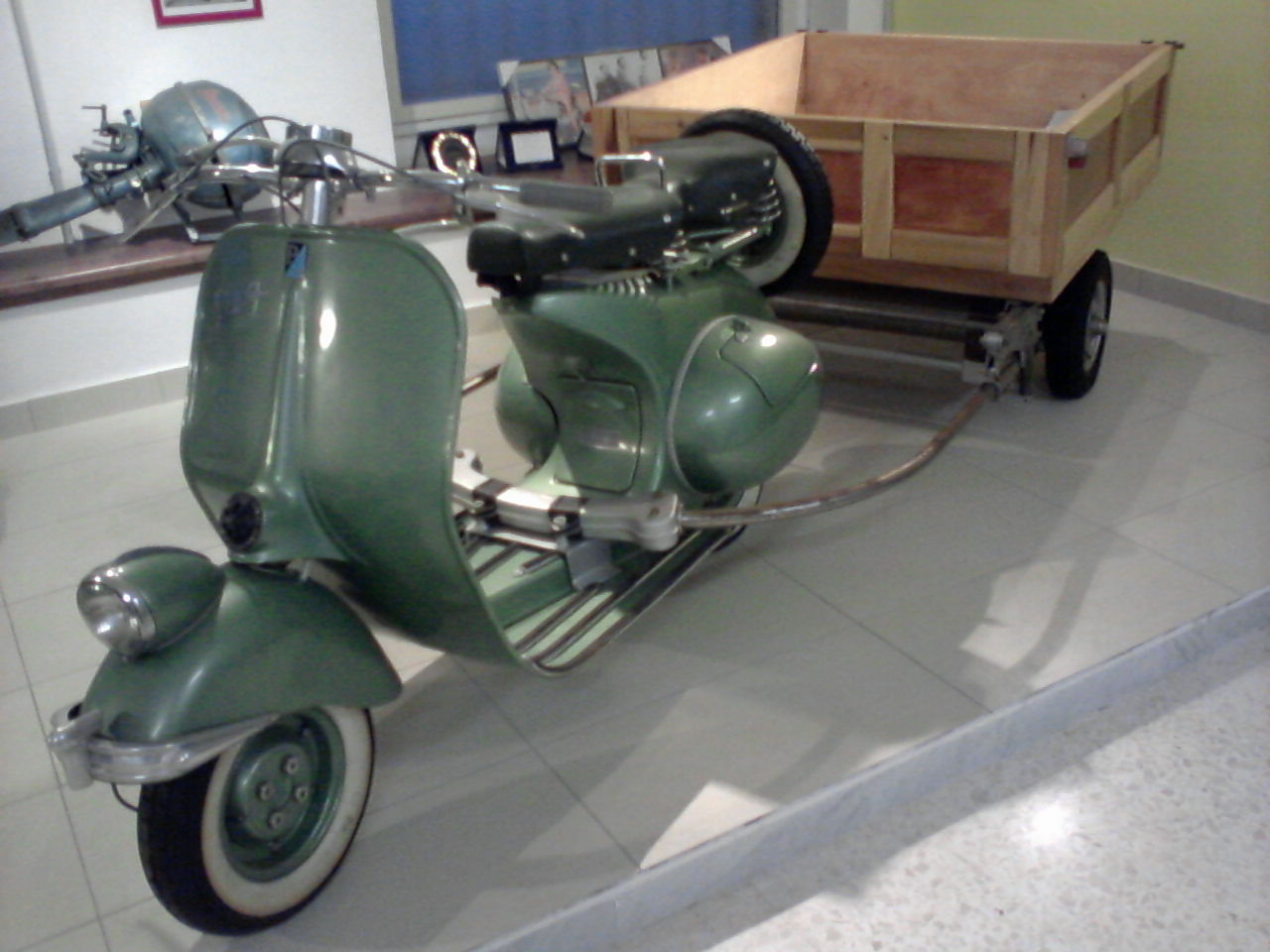
Vespa con carrello
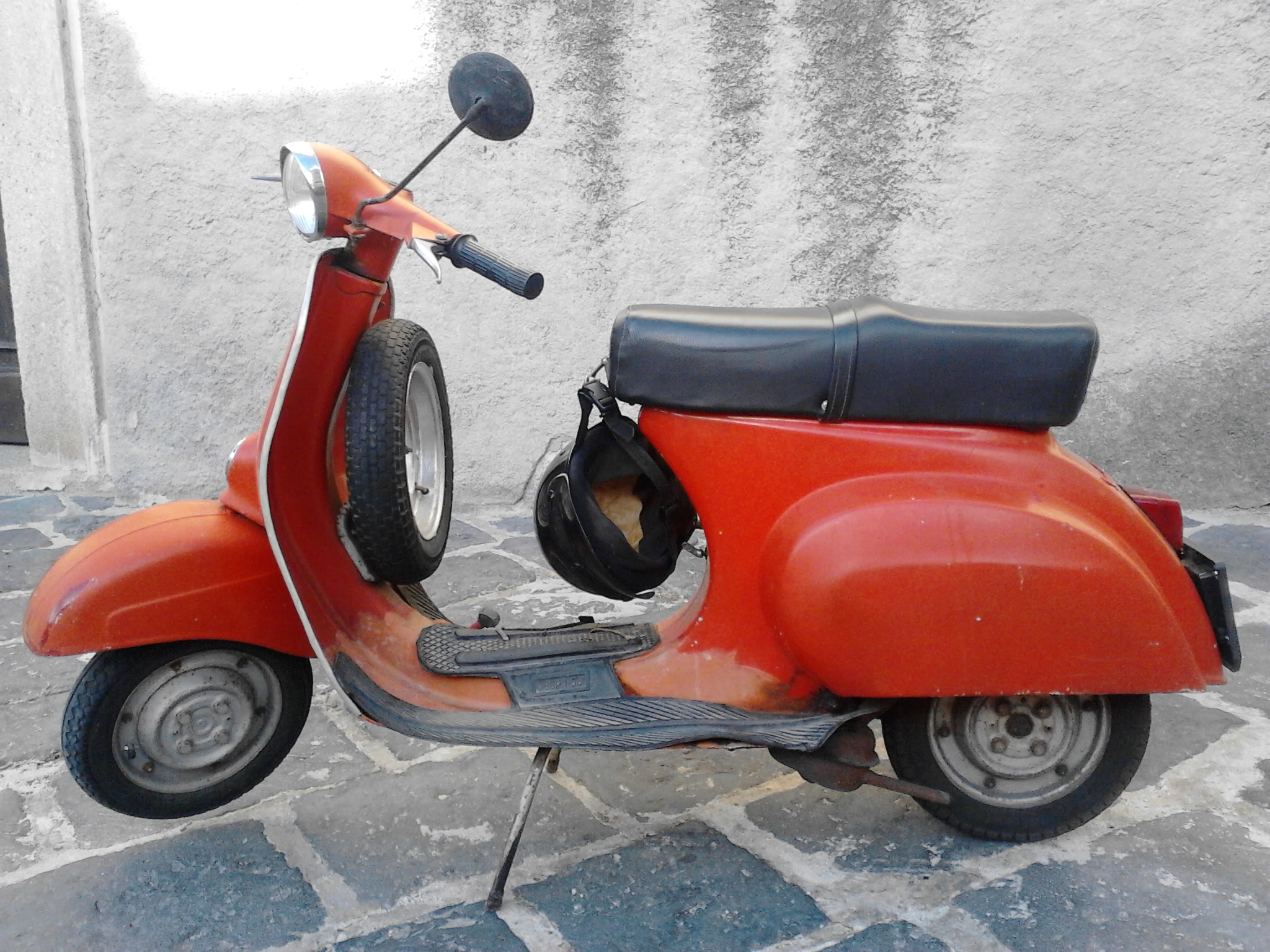
Vespa d'epoca

## Pubblicità
Nel corso dei decenni sono state realizzate centinaia di campagne pubblicitarie per la Vespa: sulla stampa, al cinema e in televisione, fin dai tempi di Carosello.
Fra le varie case di produzione che hanno realizzato film pubblicitari per la Vespa si ricorda, negli anni Ottanta, la Video 80 di Carlo ed Enrico Vanzina. 

## La Vespa nella cultura di massa

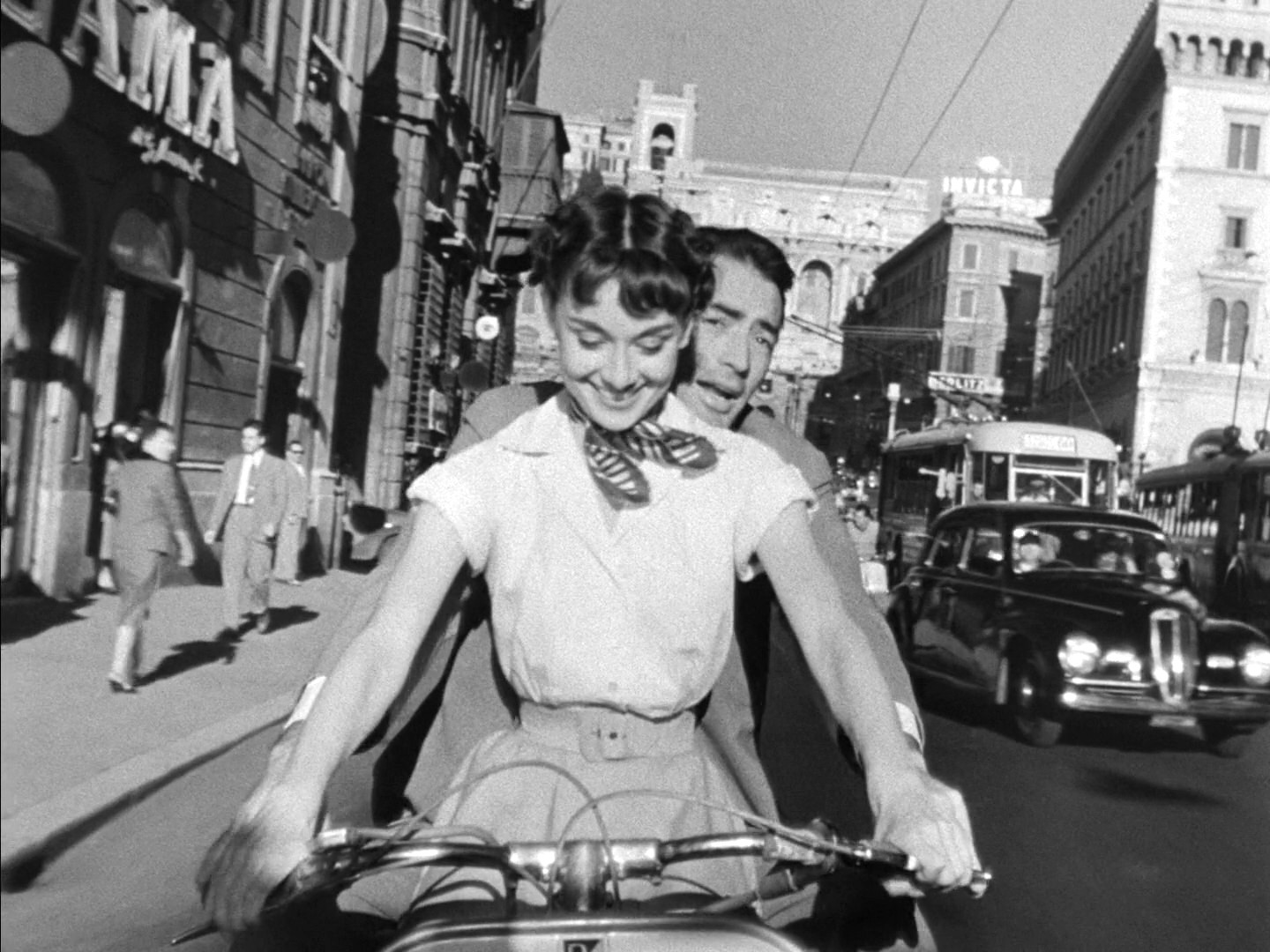
Audrey Hepburn e Gregory Peck in sella a una Vespa nel film Vacanze romane (1953)

L'appeal iconico della Vespa nel cinema riflette il suo status di simbolo dello stile italiano nel mondo, un veicolo che ha saputo attraversare decenni e generi cinematografici.  Al grande schermo la Vespa appare in un centinaio di film: si possono citare, fra i tanti successi, Vacanze romane, Amici per la pelle, Moglie e buoi, Padri e figli, Poveri ma belli, Caccia al ladro, I soliti ignoti, Ciao, ciao bambina! (Piove) e La dolce vita negli anni 1950-59, Boccaccio '70 e Jessica negli anni 1960-69, American Graffiti e Quadrophenia negli anni 1970-79, Scarface, Sapore di mare, Il ragazzo di campagna, 7 chili in 7 giorni e Good Morning, Vietnam negli anni 1980-89, Caro diario, Il barbiere di Rio, Il ragazzo del Pony Express, Jack Frusciante è uscito dal gruppo, Il talento di Mr. Ripley e American Pie negli anni 1990-99, e About a Boy - Un ragazzo, Alfie, The Day After Tomorrow - L'alba del giorno dopo, Manuale d'amore, The Interpreter e Munich negli anni 2000. Di curioso interesse è anche una foto fuori scena di Charlton Heston e Stephen Boyd in abiti storici durante le riprese di Ben-Hur, accanto a una vespa VNA1T del 1959 (facilmente riconoscibile dal manubrio scomponibile) utilizzata per gli spostamenti sul set. Per quanto concerne il cinema d'animazione, la Vespa è protagonista delle vicende di Luca del 2021: film Pixar ambientato sulla Riviera ligure, in cui lo scooter rappresenta un simbolo di libertà e desiderio di evasione dei protagonisti.
La Vespa nella storia del cinema è stata simbolo di massa che ha saputo «essere anche terribilmente snob, l'unica compagna possibile per pensatori solitari e un po' asociali  alla Nanni Moretti, che a Ferragosto girano per le città deserte aspettando che gli arrivi addosso un'emozione». Così la Vespa era stata, usciti dalla guerra, compagna d'avventura della gioventù più spensierata, come accade ai due protagonisti del film della Nouvelle Vague Blue Jeans.
Nell'anime FLCL il personaggio di Haruko è sempre visto su una Vespa Super Special gialla, opportunamente modificata e in grado di raggiungere alte velocità.
In ambito musicale, nel 1999 il gruppo dei Lùnapop dedicò una canzone a un modello della Vespa, 50 Special.
La Vespa nel modellismo automobilistico statico è un tema molto apprezzato tra collezionisti e appassionati: c'è un'ampia offerta di modellini statici e da collezione che riproducono fedelmente i vari modelli storici e contemporanei dello scooter Piaggio. Disponibili in diverse scale (es. 1:18, 1:32, 1:43, 1:6), i modellini spaziano dagli storici modelli Vespa 50, 98, 125, 150, Primavera, 90SS, GS 150 fino alle versioni più recenti e speciali. Questi modellini possono essere in metallo, plastica o legno, e sono proposti sia come pezzi singoli sia come collezioni complete. In collaborazione con El Periódico furono proposte in Spagna alcune collezioni esclusive – come la serie in edicola per il 75° anniversario Vespa – con modelli in scala 1:18 e fascicoli storici allegati, utili per conoscere ogni dettaglio tecnico e storico del modello rappresentato.

## Traversate e raduni
La Vespa ha vissuto anche una vera e propria carriera agonistica. Nel 1951 Piaggio aveva realizzato un prototipo di Vespa 125cc per le gare di velocità, stabilendo il record mondiale sul km lanciato alla media di 171,102 km/ora. Nello stesso anno si assiste alla partenza del primo di una lunga serie di raid su due ruote. Nel 1952 il francese Georges Monneret costruisce una "Vespa Anfibia" per la Parigi-Londra e attraversa il canale della Manica.
Giancarlo Tironi, studente italiano, raggiunge il Circolo Polare Artico; l’argentino Carlos Velez attraversa le Ande; il giornalista italiano Roberto Patrignani va in Vespa da Milano a Tokyo; James P. Owen dagli USA alla Terra del Fuoco; Santiago Guillen e Antonio Veciana da Madrid ad Atene (la loro Vespa, che per l’occasione fu decorata da Salvador Dalì, è tuttora esposta al Museo Piaggio); Miss Warral da Londra all'Australia e ritorno; l'australiano Geoff Dean compie in Vespa il giro del mondo. Pierre Delliere, sergente dell'aeronautica francese, raggiunge Saigon in 51 giorni da Parigi, passando per l'Afghanistan. Lo svizzero Giuseppe Morandi percorre 6.000 km su una Vespa che aveva comprato nel 1948. Ennio Carrega va da Genova in Lapponia e ritorno in soli 12 giorni.
Giorgio Bettinelli, scrittore e giornalista, compie diverse traversate leggendarie in Vespa, tra cui si ricorda nel 1992 Roma - Saigon, Alaska - Terra del Fuoco, Melbourne - Città del Capo, eccetera.
I Vespa Club, d'altro canto, furono un importante veicolo promozionale della Vespa. Prima in Italia e poi in tutta Europa si organizzavano raduni, gincane e gare di regolarità riservate alla Vespa. Quelle di maggiore importanza in Italia furono il giro dei tre mari e le 1000 km con partenza e arrivo nella stessa città ed in prova unica. Nel 1949 venne costituito il Vespa club d'Italia che raggruppava i diversi club sparsi nel Paese.
Nei primi anni in cui si disputarono le 1000 km si chiamavano "audax" proprio per evidenziare le difficoltà del percorso rispetto al mezzo. Alcuni concorrenti, denominati "corsari" e in barba al regolamento che ne prevedeva la squalifica, imbastivano delle vere e proprie gare di velocità: nel 1953 Ferdinando Nesti, un collaudatore della Piaggio, stabilì il record alla considerevole media di 73,011 km/h. Fu disputato anche un vero e proprio campionato italiano con prove di circa 200 km in tutta Italia. La media oraria da tenere in queste prove su strade aperte al traffico era di 45 km/h, non poco.
Dal 16 al 19 giugno 2006 si è tenuto a Torino l'ultima edizione dell'Eurovespa, il Raduno Annuale Mondiale Vespistico che ha una lunga storia alle spalle, ben 40 edizioni svoltesi di volta in volta negli anni, in tutte le nazioni europee per coinvolgere il maggior numero di appassionati possibile. Inoltre questa magnifica edizione tenutasi nella capitale subalpina, è coincisa con il 60º compleanno della Vespa ed è stata anche quella dei record assoluti di presenze per un vesparaduno: 3500 gli iscritti regolari più 4500 non iscritti per un totale di ben 8000 esemplari presenti nella sfilata del sabato mattina a Stupinigi. I Vespisti provenivano da tutta Europa: dal Portogallo alla Norvegia, dall'Inghilterra alla Grecia, dagli USA e Canada all'Argentina, dall'Algeria al Sudafrica e addirittura da Taiwan.
Dal 14 al 17 giugno 2007, si è tenuto a San Marino il primo Vespa World Days, la nuova definizione dell'Eurovespa, che ha contato circa 5.000 vespe, venute da ogni parte d'Europa e del mondo: Belgio, Francia, Spagna, Germania, Canada e Stati Uniti, per citarne qualcuno. Nel 2008 il Vespa World Days si è tenuto a Cefalù, Sicilia, dal 24 al 27 aprile e nel 2009 si è tenuto a Zell am See in Austria.
Altri appuntamenti con il Vespa World Days sono stati nel 2010 a Fátima in Portogallo, nel 2011 a Oslo in Norvegia, nel 2012 a Londra in Inghilterra, nel 2013 a Hasselt in Belgio, nel 2014 a Mantova, nel 2015 a Zaravecchia in Croazia e nel 2016 a Saint-Tropez, in Francia. Nel 2017 si sono tenuti a Celle, in Germania, nel 2018 a Belfast in Irlanda del Nord e nel 2019 a Zánka in Ungheria.
In occasione dei festeggiamenti per i 70 anni di Vespa, la Fondazione Piaggio ha organizzato una grande mostra e un raduno a Pontedera.